# Beatus (Buchmalerei)

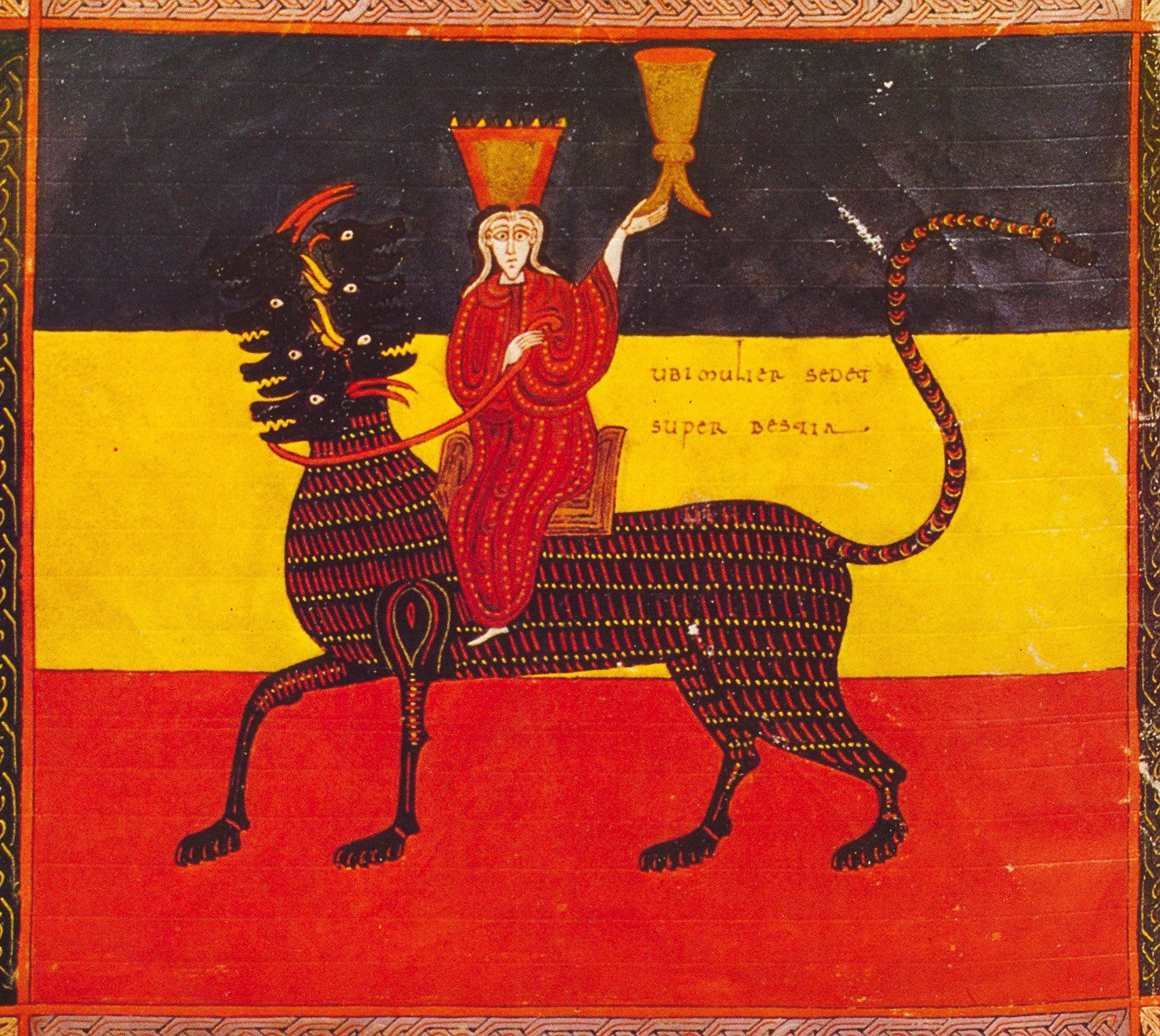
Die Frau auf dem scharlachroten Tier. Facundus-Beatus, f. 225v

Beatus-Apokalypsen, auch Beatus-Handschriften oder kurz Beatus genannt, sind illuminierte Handschriften mit einem dem Beatus von Liébana zugeschriebenen Apokalypsen-Kommentar. Die meisten Beatus-Handschriften entstanden zwischen dem 10. und 12. Jahrhundert in Nordspanien.
26 illuminierte Handschriften sowie einige reine Texthandschriften sind ganz oder teilweise erhalten. Die umfangreichen, großformatigen Codices mit ihren zahlreichen farbenprächtigen Miniaturen (ein vollständiger Beatus enthält über 100) zählen zu den bedeutendsten Meisterwerken der spanischen Buchmalerei und seit 2015 zum Weltdokumentenerbe.

## Entstehung und Verwendung

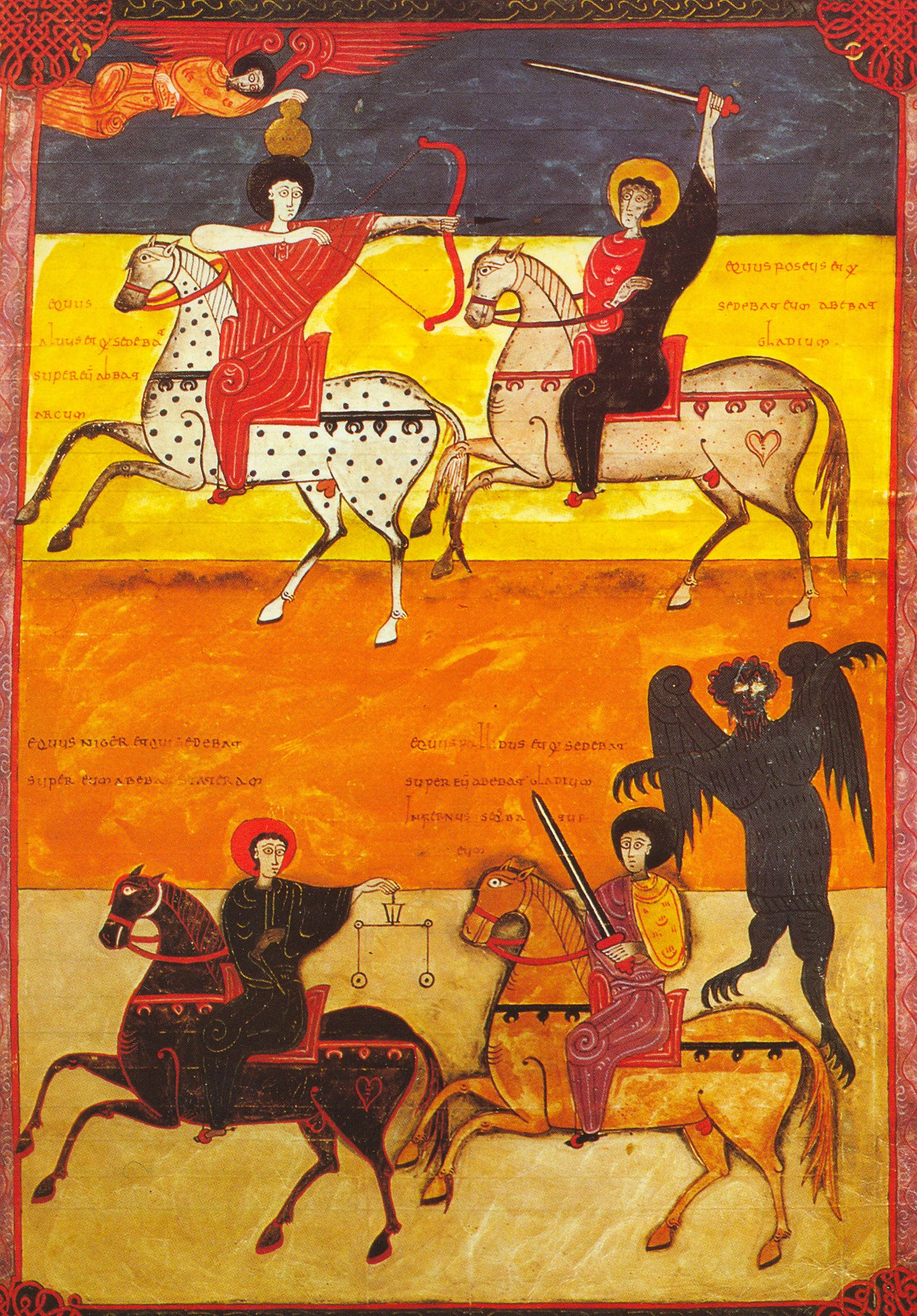
Die vier apokalyptischen Reiter aus dem Facundus-Beatus (f. 135). Dem Teufel wurden nachträglich die Augen ausgekratzt.

Die älteren erhaltenen Beatus-Codices stammen durchweg aus dem christlichen Norden der Iberischen Halbinsel, vor allem aus dem Königreich León. Hersteller wie Auftraggeber waren fast ausschließlich in Klöstern zu finden.
In der Liturgie fand die Beatus-Apokalypse keine Verwendung, sie diente vor allem der privaten Andacht und Erbauung von Mönchen. Von dem profunden Eindruck auf die gläubigen Leser zeugen die zerkratzten Augen und Gesichter des Teufels oder der Hure Babylon, die in manchen Handschriften zu finden sind.
Einige der prächtigen Codices dürften wohl auch als Prestigeobjekte und Statussymbole gedient haben und wurden wenig gelesen: Sie zeigen wenig Gebrauchsspuren (Glossen, Randnotizen) und sind hervorragend erhalten.

## Inhalt
Die Beatus-Handschriften enthalten mit leichten Variationen die folgende Sammlung von Texten:
- Genealogische Tafeln;
- Vorwort (Praefatio) mit einer Widmung an Etherius von El Burgo de Osma;
- Zwei Prologe, die dem heiligen Hieronymus zugeschrieben werden;
- Die Interpretatio, ein Kurzkommentar zu ausgewählten Abschnitten der Apokalypse;
- Den Hauptteil, den in zwölf Bücher eingeteilten Commentarius in Apocalypsin;
- Das Explicit, in dem die Bestandteile eines Buches (Codex) aufgezählt werden (nach Isidor von Sevilla, Etymologiae VI 13, 1–2; 14, 6)[3];
- Die Traktate De adfinitates et gradibus und De agnatis et cognatis mit Definitionen von Verwandtschaftsverhältnissen (Etymologiae IX 5–6)[4];
- Den Commentarius des Hieronymus zum Buch Daniel

Wie es gerade zu dieser Zusammenstellung von Texten gekommen ist, deren Zusammenhang nicht immer einleuchtet, ist unbekannt.

### Der Apokalypsen-Kommentar des Beatus von Liébana
Die Zuschreibung des anonym überlieferten Kommentars an Beatus von Liébana ist unbestritten: Sie ergibt sich aus der Widmung an den Beatus-Schüler Etherius und aus der stilistischen und inhaltlichen Nähe zur Streitschrift Adversus Elipandum.
Im Vorwort nennt Beatus seine Quellen: Hieronymus, Augustinus, Ambrosius, Fulgentius, Gregor, Tyconius, Irenäus, Apringius von Beja und Isidor. Der eigene Beitrag des Beatus ist gering; sein Werk ist im Wesentlichen eine Kompilation aus Werken der genannten Autoren. Der überwiegende Teil – annähernd die Hälfte – stammt aus dem Apokalypsen-Kommentar des Tyconius, eines Donatisten, der im 4. Jahrhundert in Nordafrika lebte.
Die Einteilung in zwölf Bücher stammt wahrscheinlich schon von Tyconius. Der Text der Apokalypse wird in 66 Abschnitte, storiae genannt, eingeteilt. Nach jeder storia folgt eine explanatio, die mit den Worten incipit explanatio suprascriptae storiae eingeleitet wird und Vers für Vers den Offenbarungstext kommentiert. Das weitschweifige Werk umfasst in einer modernen Druckausgabe mehr als 500 Seiten. Als Entstehungszeit wird das Ende des 8. Jahrhunderts angenommen (um 786).

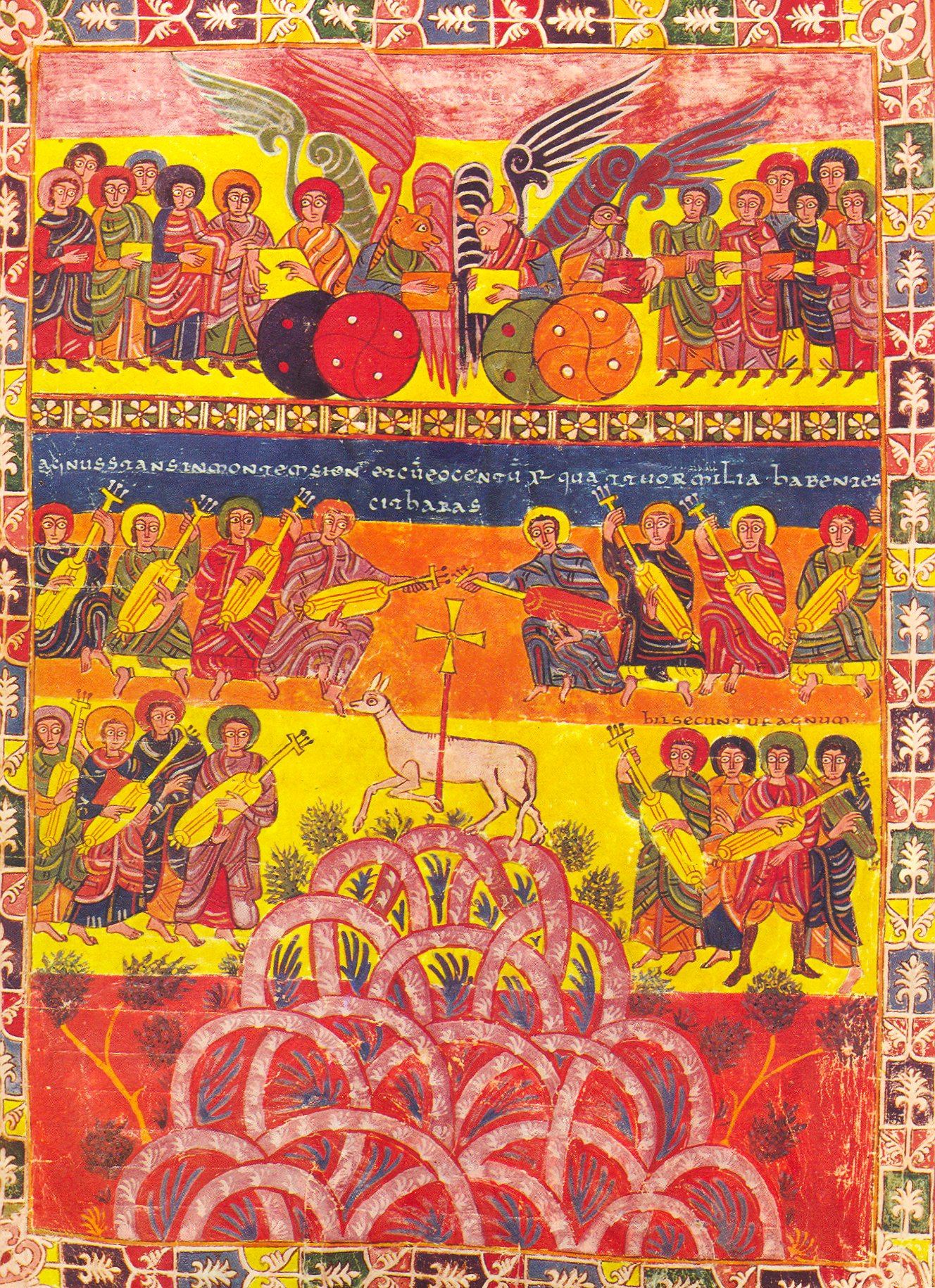
Das Lamm auf dem Berg Zion, Morgan-Beatus

## Stil
In den isolierten christlichen Königreichen der nördlichen Iberischen Halbinsel haben sich Kunstformen entwickelt, die sich von den übrigen europäischen Kunststilen deutlich abheben, auch wenn sich verschiedene Einflüsse nachweisen lassen: Teilweise gehen diese bis auf die Antike zurück; aus dem benachbarten Frankenreich und vor allem aus dem arabischen Raum wurden Anregungen übernommen, letztere wohl durch mozarabische Flüchtlinge vermittelt.
Charakteristisch sind die mangelnde Naturtreue und extreme Stilisierung: Berge sind beispielsweise als einfache geometrische Figuren dargestellt, oft nur simple, mit dem Zirkel gezeichnete Halbkreise. Jede Räumlichkeit fehlt; die Darstellungen sind rein zweidimensional. Dem steht eine reiche Ornamentik gegenüber; bemerkenswert ist vor allem das kunstvolle Flechtwerk. Die Farben sind meist kräftig und leuchtend.
Auch eine eigene Schriftform hat sich auf der nördlichen Iberischen Halbinsel ausgebildet, die westgotische Minuskel, in der alle älteren Beatus-Codices geschrieben sind.

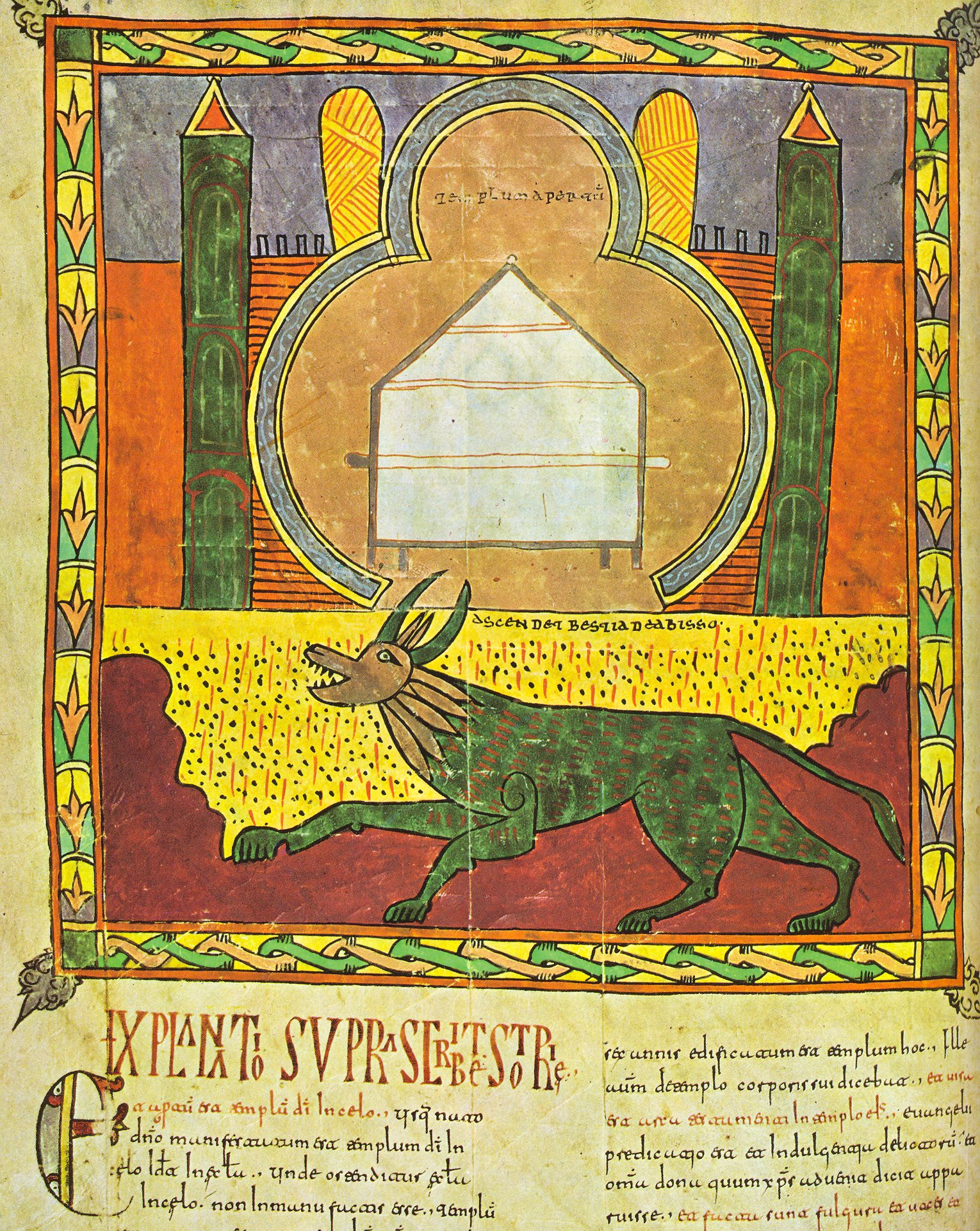
Beatus von Urgell: Das Tier, das aus der Erde heraufsteigt (f. 138v). Darunter der Text der explanatio in westgotischer Minuskel.

## Ikonographie
Vermutlich war der Apokalypsen-Kommentar des Beatus von Anfang an als illustriertes Werk angelegt. Das Bildprogramm erfuhr im Laufe der Jahrhunderte verschiedene Ergänzungen und Erweiterungen, hat sich jedoch nicht wesentlich geändert. Aufgrund ikonographischer, stilistischer und textueller Merkmale wurden von mehreren Autoren Einteilungen und Stemmata der Beatus-Codices vorgeschlagen, unter anderem von Wilhelm Neuß, Henry A. Sanders, Peter K. Klein und John Williams. Die Ergebnisse unterscheiden sich in einigen Details; allen gemeinsam ist jedoch die Einteilung in zwei Familien, wobei die Familie II sich durch eine reichere Bebilderung mit mehr und größeren Miniaturen auszeichnet. Innerhalb der Familie II werden noch die Zweige IIa und IIb unterschieden.

### Bilder zur Einleitung
Bei den Illustrationen vor der eigentlichen Beatus-Apokalypse unterscheiden sich die Handschriften am stärksten; etliche Bilder kommen nur in einer einzigen Handschrift vor. Folgende Miniaturen sind mehreren Codices gemeinsam:

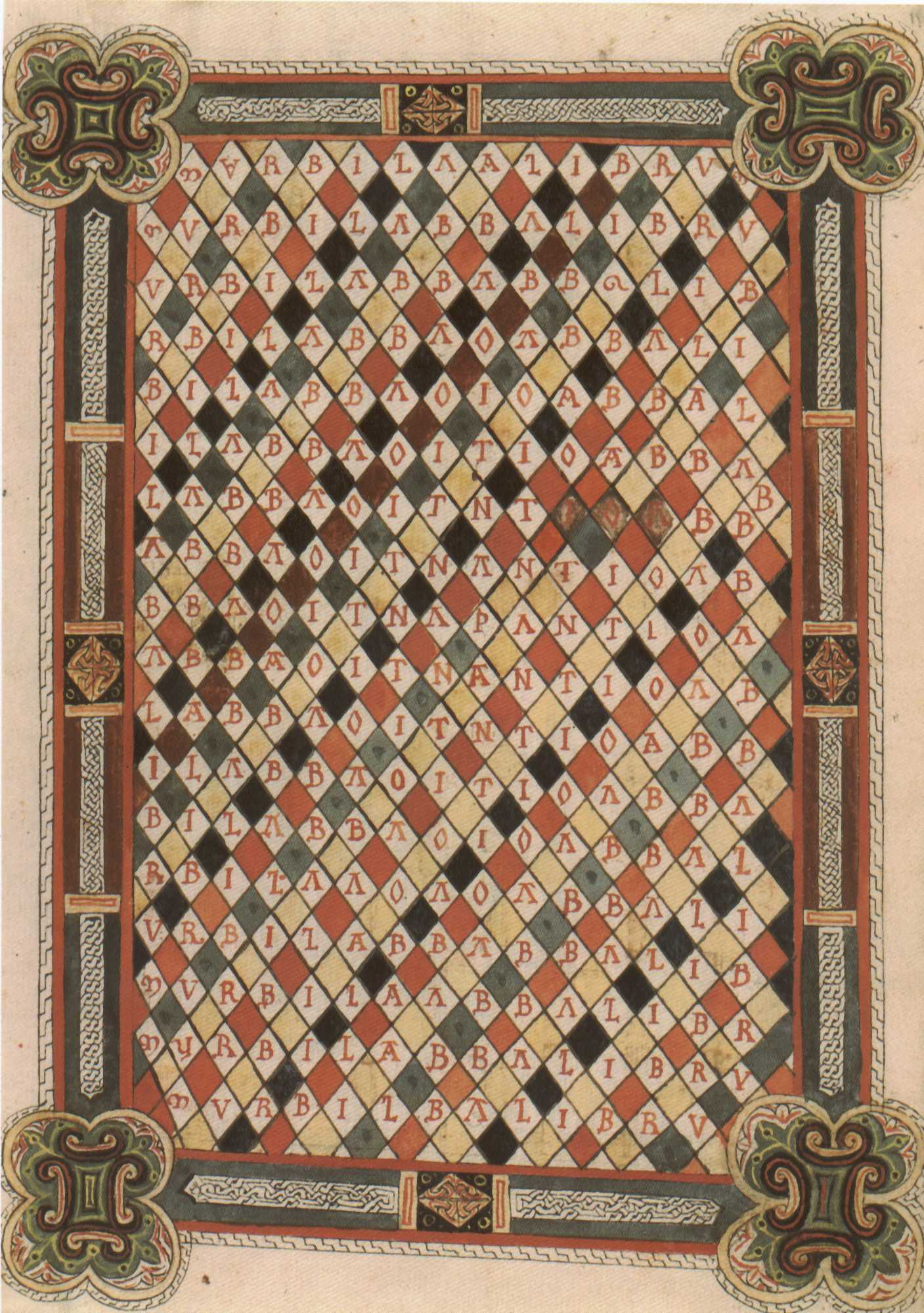
Labyrinth aus dem Fanlo-Beatus mit der Inschrift Pantio abba librum

- Labyrinth: Buchstaben-Labyrinthe finden sich in zahlreichen spanischen Handschriften des Hochmittelalters, nicht nur in Beatus-Codices. Kästchen mit Buchstaben sind zu einem – meist rechteckigen und reich verzierten – Teppich angeordnet. In den häufig wiederholten Buchstaben ist eine kurze Botschaft verborgen, etwa der Herstellungsort, der Schreiber oder Auftraggeber (z. B. S(an)c(t)i Micaeli lib(er), „Buch des hl. Michael“ im Morgan-Beatus).
- Maiestas Domini, Alpha und Omega
- Anbetung des Lammes und des Kreuzes
- Evangelisten-Zyklus: Dieser Zyklus von acht Miniaturen kommt nur in der Familie II vor. In einem hufeisenförmigen Bogen befinden sich jeweils zwei Figuren, auf der linken Seite der Evangelist mit einem Zeugen, auf der rechten Seite zwei Engel, die das Evangelium präsentieren. Darüber sind die Evangelistensymbole dargestellt. Für diesen Zyklus lassen sich verschiedene Vorbilder nachweisen, die bis ins Frühchristentum oder sogar in die Antike zurückreichen (Porträt des Dichters mit seiner Muse). Die Motivation für die Aufnahme des Evangelisten-Zyklus in einen Apokalypsen-Kommentar ist unbekannt.
- Genealogische Tafeln: Diese finden sich nur in den Beatus der Familie II. Auf insgesamt sieben Doppelseiten wird der Stammbaum Christi dargestellt. Die Namen stehen in kreisförmigen Medaillons, weitere Texte sind von Rechtecken, Kreisen und vor allem hufeisenförmigen Bögen umrahmt. Mehrere kleine Miniaturen illustrieren die Genealogie:
  - Adam und Eva
  - Noach (Noe filus Lamech): Die Abbildung zeigt das Brandopfer des Noach (Gen 8,20 EU) und markiert den Beginn des zweiten Weltalters (incipit secunda aetas mundi)
  - Opferung Isaaks (Gen 22 EU)
  - Weltkarte: Diese einfache isidorianische Weltkarte (siehe unten) illustriert die Aufteilung der Welt auf die drei Söhne Noachs.
  - Maria mit dem Kind
- Der seltene Vogel und die Schlange: Der Kampf des Vogels mit der Schlange, den jener mit dem Schnabel allein nicht gewinnen kann und durch einen Schlag mit dem Schwanz den Sieg erringt, wird christologisch gedeutet.

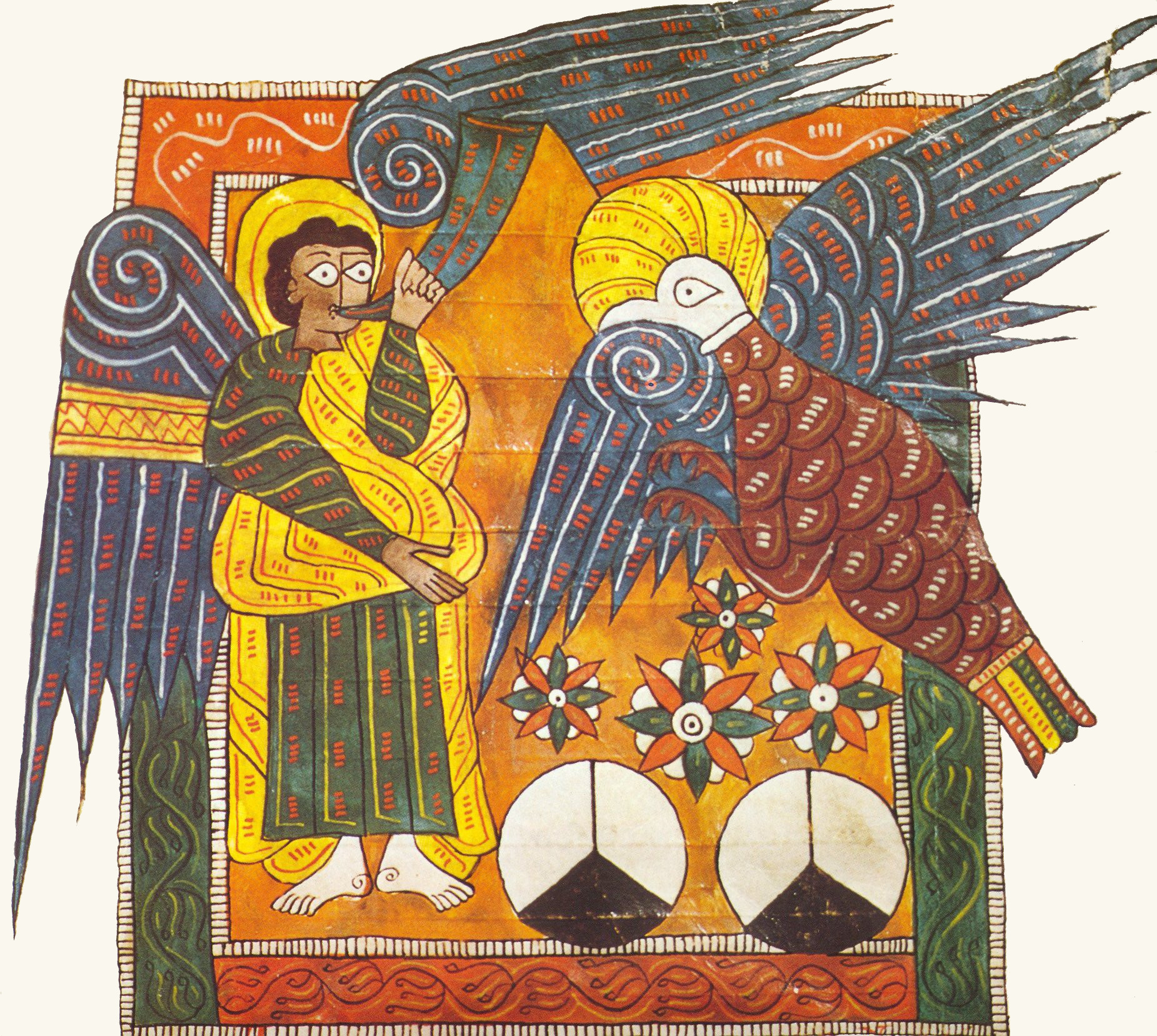
Die vierte Posaune, Escorial-Beatus (f. 94v)

### Bilder zur Johannes-Apokalypse
Der Großteil der Miniaturen illustriert die Apokalypse selbst. Die Miniaturen folgen sehr buchstabengetreu dem Text, beispielsweise werden Sonne und Mond in drei annähernd gleich große Sektoren eingeteilt, um die Verfinsterung eines Drittels zu illustrieren (Offb 8,12 ). Es findet sich aber auch manche Nachlässigkeit, die Symbolzahlen (sieben Häupter, zehn Hörner, 24 Älteste usw.) sind nicht immer korrekt wiedergegeben.
Die dargestellten Personen, Gegenstände und Szenen sind fast immer beschriftet, beispielsweise Iohannes, angelus (Engel), lapis (Mühlstein, Offb 18,21–24 ), ubi Iohannes librum accepit (hier nimmt Johannes das Buch entgegen, Offb 10,8–10 ) usw.
Die Illustrationen befinden sich üblicherweise zwischen storia und explanatio. In den Codices der Familie II sind die meisten ganzseitig und gerahmt. Auch kleinere Formate kommen vor, vor allem bei den Zyklen (sieben Sendschreiben, sieben Posaunen, sieben Schalen); manche Miniaturen sind doppelseitig. Charakteristisch für die Familie II sind auch die monochromen horizontalen Streifen, die den Hintergrund bilden.

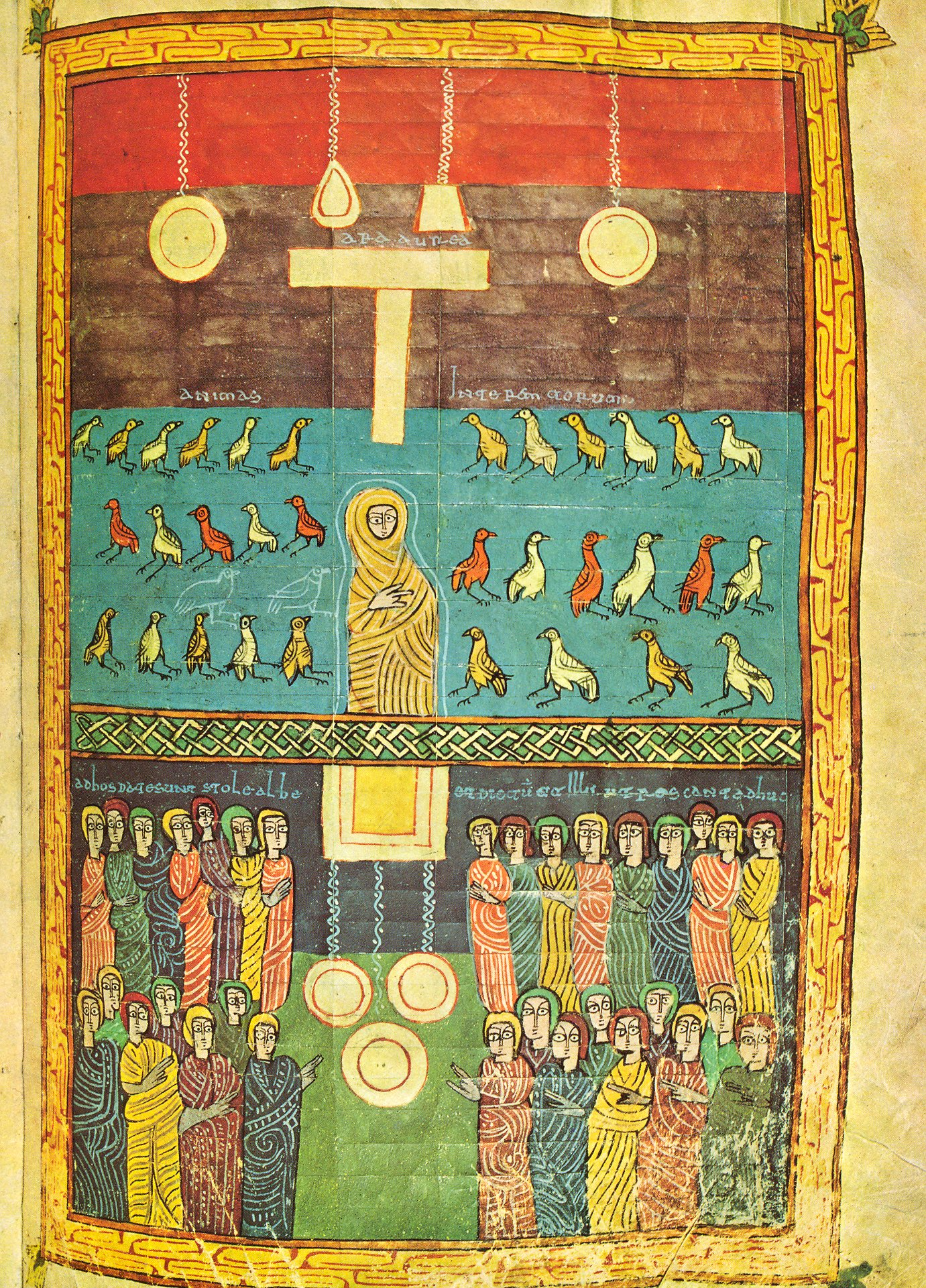
Der Altar und die Seelen der Verstorbenen. Beatus von Urgell, f 106

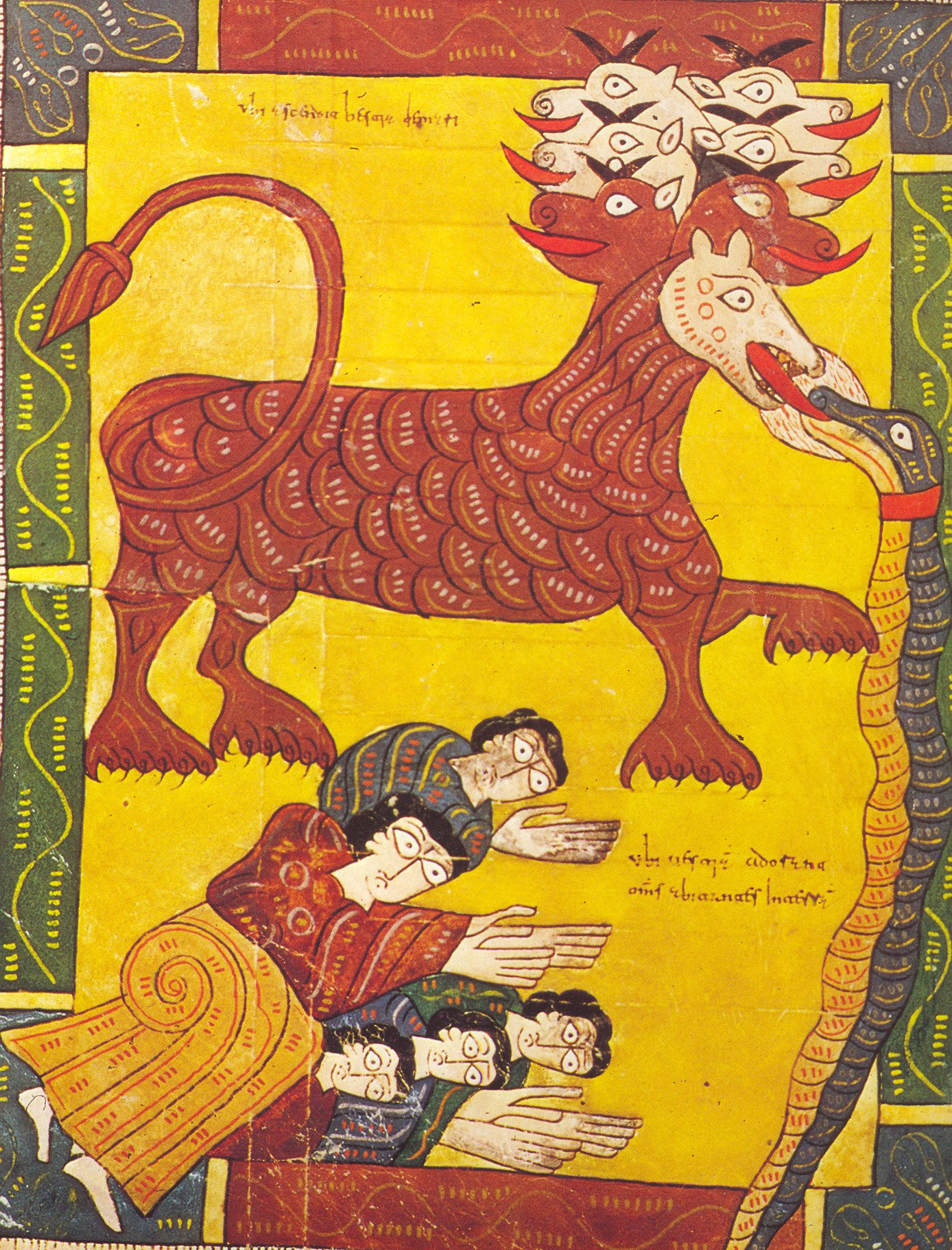
Die Anbetung des Tieres und des Drachen. Escorial-Beatus f 108v

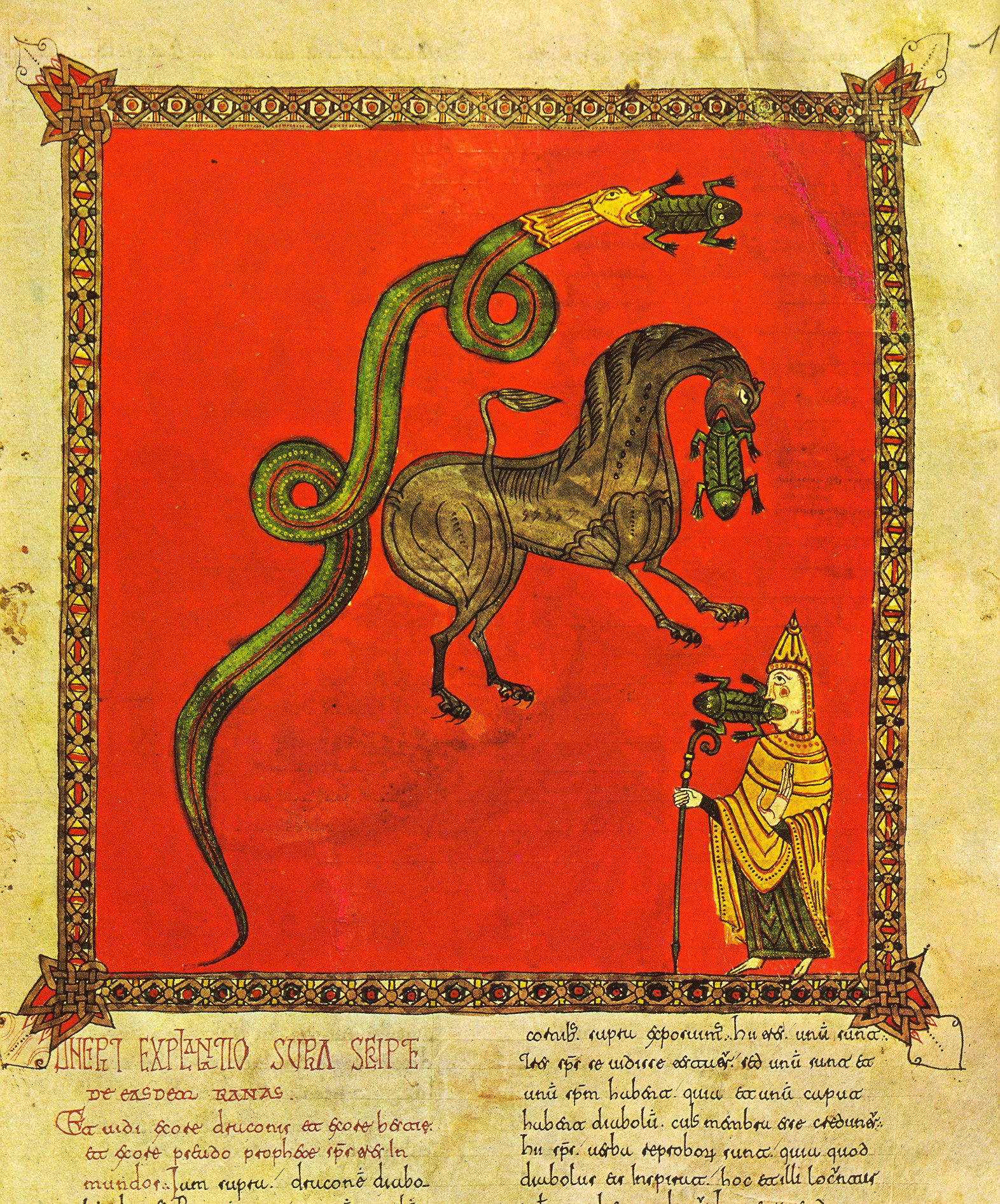
Aus dem Maul des Tieres, des Drachen und des falschen Propheten kommen unreine Geister gleich Fröschen hervor. Beatus von Osma, f. 139

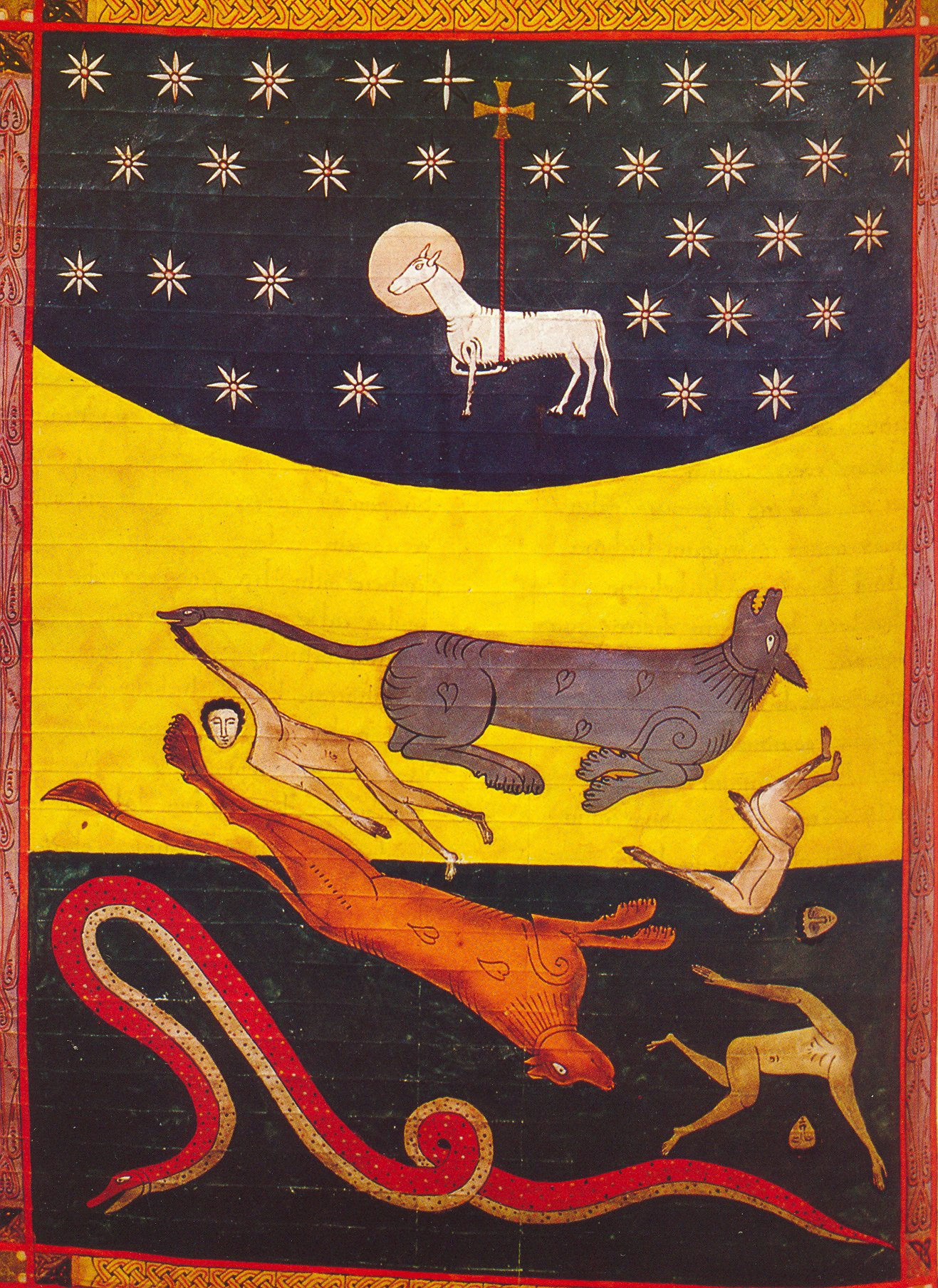
Das Lamm besiegt das Tier, den Drachen und den falschen Propheten. Facundus-Beatus f. 230v

Nachfolgend werden vollständig alle storiae aufgelistet, die in den Beatus-Handschriften illustriert sind:
1. Buch:
- Die Offenbarung Gottes an Johannes (Offb 1,1–6 EU)
- Der Herr erscheint in den Wolken (Offb 1,7–8 EU)
- Vision des Ältesten mit den sieben Leuchtern (Offb 1,10–20 EU)

2. Buch:
- Sendschreiben an die sieben Gemeinden (Offb 2 EU,3 EU): Zyklus von sieben ähnlichen, meist kleineren Miniaturen

3. Buch:
- Vision Gottes auf dem Thron; die vierundzwanzig Ältesten und das gläserne Meer (Offb 4,1–6 EU)
- Vision des Lamms, der vier Wesen und der vierundzwanzig Ältesten (Offb 5 EU)

4. Buch:
- Die vier apokalyptischen Reiter (Offb 6,1–8 EU)
- Der Altar und die Seelen der Verstorbenen (Offb 6,9–11 EU)
- Die Öffnung des sechsten Siegels (Offb 6,12–17 EU)
- Die Engel der vier Winde (Offb 7,1–8 EU)
- Die Anbetung des Lammes und die 144.000 Versiegelten (Offb 7,9–12 EU) (meist doppelseitig)
- Die Öffnung des siebenten Siegels (Offb 8,1–6 EU)

5. Buch:
- Die ersten fünf Posaunen (Offb 8,7 EU–9,6 EU): Zyklus von fünf kleineren Miniaturen
- Die Heuschrecken und der Engel des Abgrunds (Offb 9,7–12 EU)
- Die sechste Posaune (Offb 9,13–16 EU)
- Die Vision von den Reitern (Offb 9,17–21 EU)
- Der starke Engel; Johannes verschlingt das Buch und misst den Tempel Offb 10,1 EU–11,2 EU (Johannes und das Meer befinden sich außerhalb des Rahmens, sodass die Miniatur größer als eine Seite ist)
- Die beiden Zeugen (Offb 11,3–8 EU)
- Der Antichrist tötet die beiden Zeugen (Offb 11,7–10 EU)
- Auferstehung der beiden Zeugen; Erdbeben (Offb 11,11–13 EU)
- Die siebente Posaune (Offb 11,15 EU)

6. Buch:
- Der geöffnete Tempel und das Tier aus dem Abgrund (Offb 11,19 EU)
- Die mit der Sonne bekleidete Frau und der Drache (Offb 12 EU) (doppelseitig)
- Die Anbetung des Tieres und des Drachen (Offb 13,1–8 EU)
- Das Tier, das aus der Erde heraufsteigt (Offb 13,11–18 EU)
- Das Lamm auf dem Berg Zion (Offb 14,1–5 EU)

7. Buch:
- Der Engel mit dem ewigen Evangelium und der Fall Babylons (Offb 14,6–8 EU)
- Ernte und Weinlese; die Kelter des Zornes Gottes (Offb 14,14–20 EU)
- Die sieben Engel mit den sieben Plagen und das Lamm (Offb 15,1–4 EU)
- Die sieben Engel mit den sieben Schalen und der Tempel (Offb 15,5–8 EU)

8. Buch:
- Die sieben Engel mit den sieben Schalen (Offb 16,1 EU)
- Die ersten sechs Engel gießen ihre Schalen aus (Offb 16,2–12 EU): Zyklus von sechs kleineren Miniaturen
- Aus dem Maul des Tieres, des Drachen und des falschen Propheten kommen unreine Geister gleich Fröschen hervor (Offb 16,13–14 EU)
- Der siebente Engel gießt seine Schale aus (Offb 16,17–21 EU)

9. Buch:
- Die große Hure und die Könige der Erde (Offb 17,1–2 EU)
- Die Frau auf dem scharlachroten Tier (Offb 17,3–13 EU)
- Das Lamm besiegt das Tier, den Drachen und den falschen Propheten (Offb 17,14–18 EU)

10. Buch:
- Der Fall Babylons; die Klage der Könige und Kaufleute (Offb 18,1–20 EU) (ungerahmt, eineinhalb Seiten)
- Ein Engel wirft den Mühlstein ins Meer (Offb 18,21 EU)
- Erscheinung Gottes; Botschaft an Johannes (Offb 19,1–10 EU)

11. Buch:
- Der Reiter Treu und Wahrhaftig (Offb 19,11–16 EU)
- Der Engel in der Sonne und die Vögel (Offb 19,17–18 EU)
- Die Tötung des Tieres und des falschen Propheten (Offb 19,19–21 EU)
- Ein Engel fesselt den Drachen für tausend Jahre (Offb 20,1–3 EU)
- Die Seelen der Gerechten vor Gott (Offb 20,4–6 EU)
- Die Herrschaft Satans (Offb 20,7–8 EU)
- Das Tier, der Teufel und der falsche Prophet werden in den See von brennendem Schwefel geworfen (Offb 20,9–10 EU)

12. Buch:
- Das jüngste Gericht (Offb 20,11–16 EU) (doppelseitig)
- Das himmlische Jerusalem (Offb 21 EU) (ungerahmt)
- Das Wasser des Lebens und die Bäume des Lebens (Offb 22,1–5 EU)
- Der Engel weist die Anbetung Johannes’ zurück (Offb 22,6–10 EU)

### Bilder zum Kommentar des Beatus
Nur wenige Miniaturen illustrieren die explanationes des Beatus:

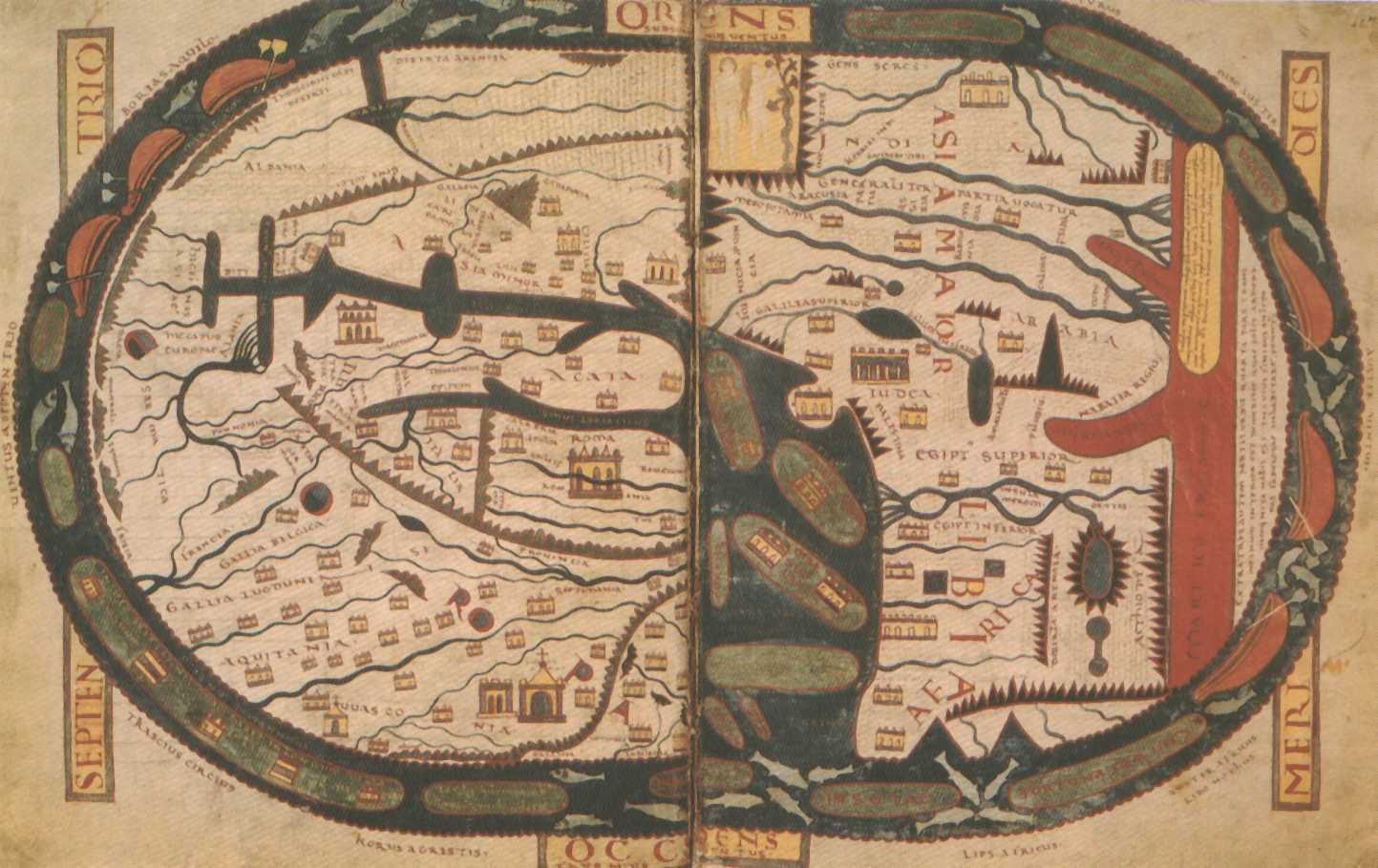
Weltkarte aus dem Beatus von Saint-Sever

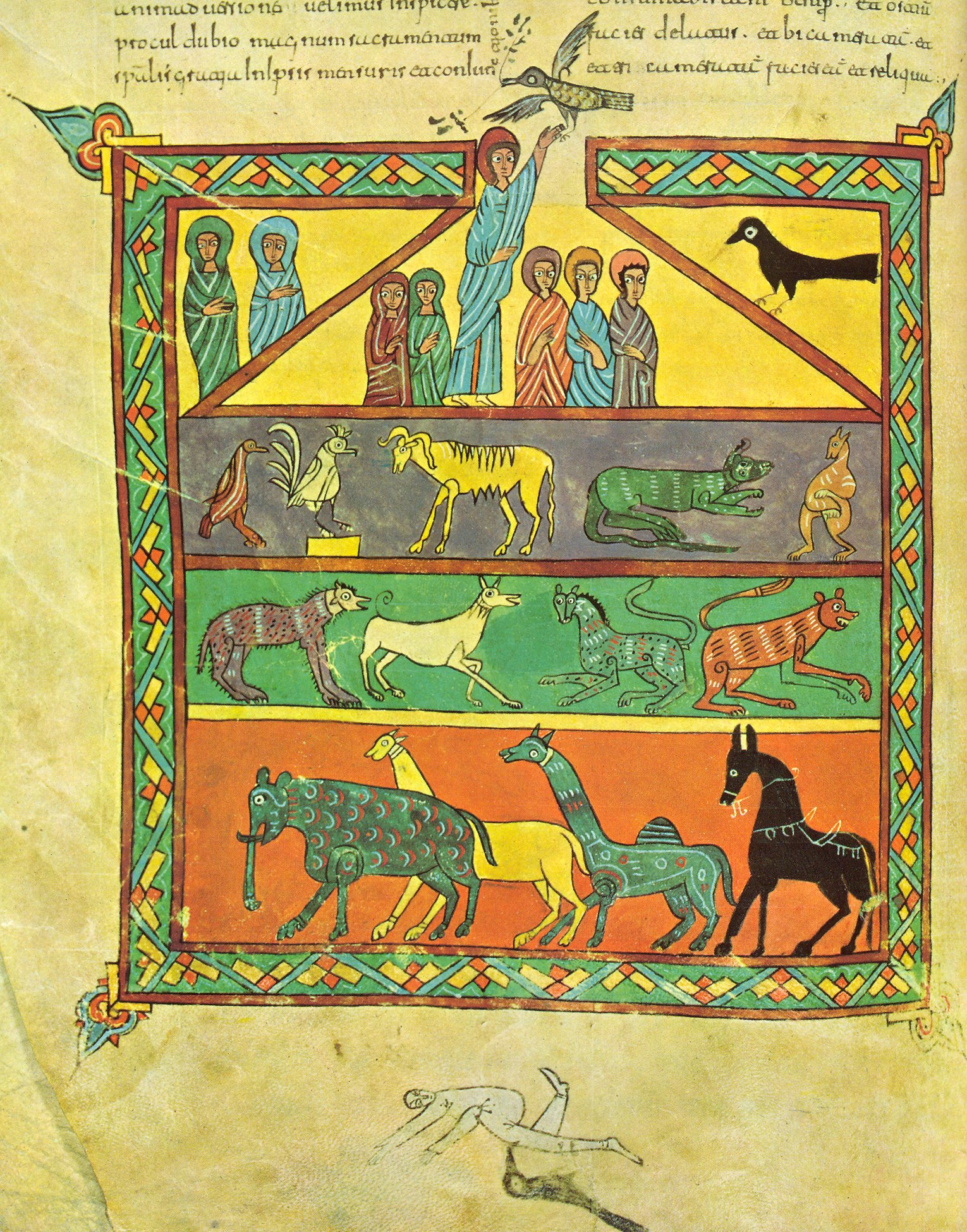
Arche Noah. Beatus von Urgell f. 82v

- Weltkarte: Im Anschluss an die Vision von den sieben Leuchtern folgt der umfangreiche Prolog des zweiten Buches (De ecclesia et synagoga), in dem ein Einschub von den zwölf Aposteln und den Ländern und Weltteilen handelt, die diese missionierten. Im Gegensatz zu der in manchen Codices vorhandenen kleinen Skizze der Weltkarte in der Genealogie füllt diese Miniatur zwei Seiten. Die vom Ozean umflossene Erde ist oval, von annähernd kreisförmig (Beatus von Turin) bis nahezu rechteckig (Silos-Beatus, Beatus von Girona). Der Osten (oriens) ist oben und enthält eine Darstellung des irdischen Paradieses mit dem Sündenfall. Rechts befindet sich das Rote Meer, das auch in roter Farbe gemalt ist; südlich (rechts) davon liegt die terra incognita, die manchmal mit Fabelwesen wie Skiapoden bevölkert ist (z. B. Beatus von Burgo de Osma). Links unten liegt Europa, nördlich des stilisierten Mittelmeers; rechts von diesem liegt Afrika. Zusammen mit der sogenannten Vatikanischen Isidorkarte (B.A.V., Vat. Lat. 6018, f. 64v–65r) bilden die Beatuskarten die ältesten Überlieferungen der ausführlichen mittelalterlichen Mappae mundi.[11]
- Die vier Tiere Daniels: Ein Abschnitt des Prologs De ecclesia et synagoga handelt vom Tier (de bestia) und zitiert den Kommentar des Hieronymus zum Buch Daniel, in dem die Vision des Propheten von den vier Tieren (Dan 7,3–8 EU) gedeutet wird.
- Die Statue mit goldenem Haupt und tönernen Füßen: Unmittelbar anschließend wird der Traum Nebukadnezzars gedeutet (Dan 2,31–49 EU).
- Die Frau auf dem Tier: Dasselbe Motiv kommt im 9. Buch bei der entsprechenden storia (Offb 17,3–13 EU) noch einmal vor.
- Die Arche Noah (Gen 6 EU): Sie illustriert die explanatio zu den sieben Sendschreiben, in der die Frage erörtert wird: Qualiter una ecclesia sit cum septem dicantur apertissime per arca Noe declaratur – Wie es nur eine Kirche gibt, obwohl von sieben die Rede ist, wird am deutlichsten durch die Arche Noah erklärt. Der Text beruht auf dem Traktat De arca Noe des Gregor von Elvira. Die Arche ist vier- oder fünfstöckig dargestellt; in den unteren Geschossen befinden sich die Tiere, darunter manchmal auch Fabelwesen wie Einhörner. Im obersten Geschoss steht Noach und hält die Taube mit dem Olivenzweig. Neben ihm befinden sich seine Frau, seine drei Söhne und drei Schwiegertöchter. Ein Rabe pickt an einem Ertrunkenen.
- Die Palme der Gerechten: Die Vision der 144.000 Versiegelten (Sie standen in weißen Gewändern vor dem Thron und vor dem Lamm und trugen Palmzweige in den Händen Offb 7,9 EU) ist Anlass zu einer längeren Abschweifung über die Palme als Symbol des Gerechten (nach Gregor dem Großen, Moralia in Iob 6, 49).
- Die Füchsin und der Hahn: Die explanatio zum Tier, das aus dem Abgrund heraufsteigt, vergleicht die Ketzer mit Füchsen, die Hühner rauben. Diese kleine Miniatur ist nur in der Familie II zu finden.

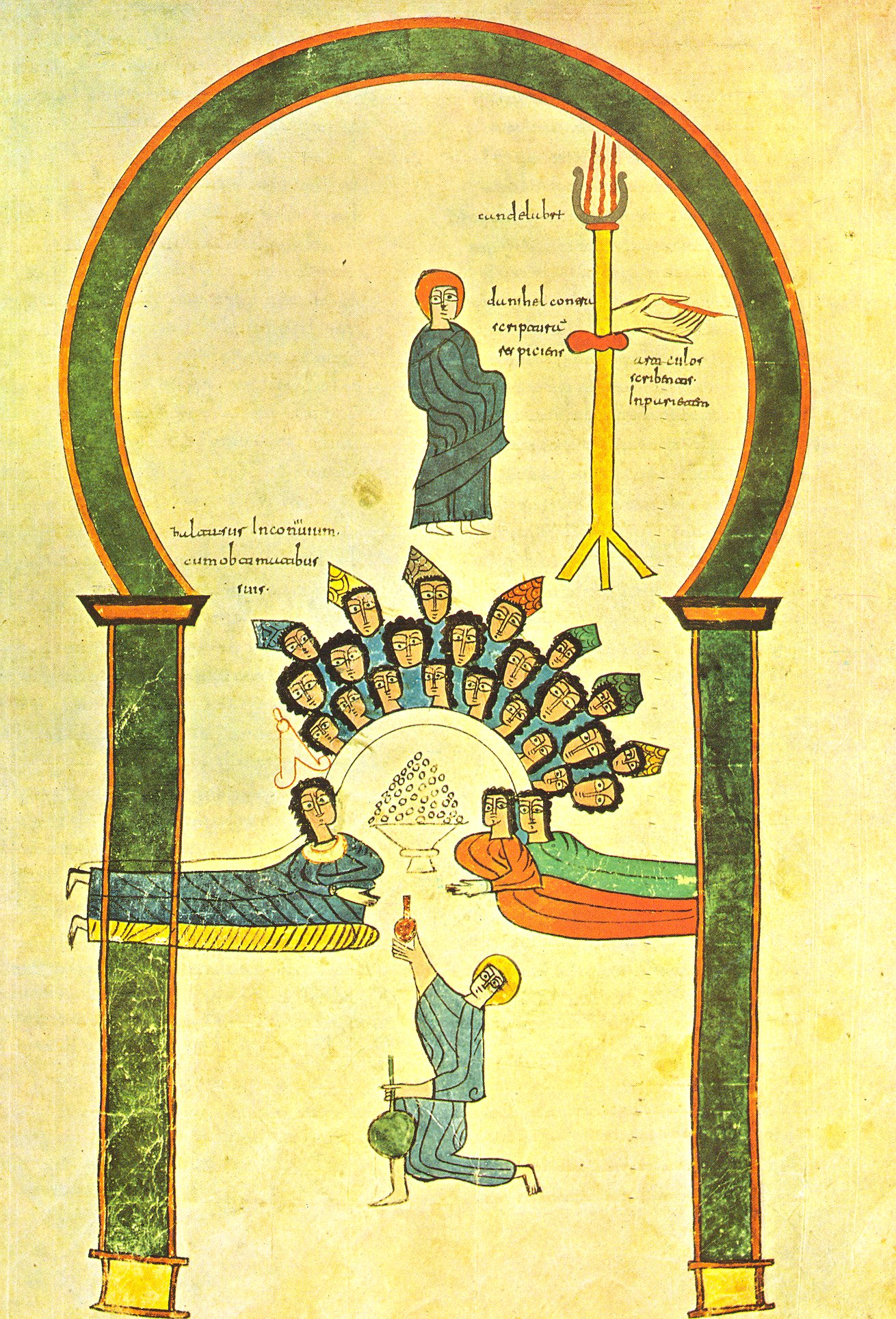
Das Gastmahl des Belschazzar im Beatus von Urgell (f. 219)

### Bilder zum Buch Daniel
Die Illustrationen zum Buch Daniel sind in allen Handschriften, auch in jenen der Familie II, ungerahmt.
- Frontispiz: Babylon von Schlangen umgeben
- Die Belagerung Jerusalems (Dan 1 EU)
- Der Traum Nebukadnezzars und die Statue mit den tönernen Füßen (Dan 2,24–36 EU)
- Die Anbetung des goldenen Standbilds und die jungen Männer im Feuerofen (Dan 3 EU)
- Das Gastmahl des Belschazzar (Dan 5 EU)
- Daniel in der Löwengrube (Dan 6 EU)
- Vision des Hochbetagten und der vier Tiere aus dem Meer (Dan 7 EU)
- Die Burg Susa, der Zweikampf zwischen Widder und Ziegenbock (Dan 8,1–10 EU)
- Gabriel erklärt die Vision des Daniel (Dan 8,15 EU)
- Daniel und der Engel am Ufer des Tigris (Dan 10,4–6 EU)

## Beatus-Handschriften bis 1100
Die älteren Beatus-Handschriften stammen durchweg aus den christlichen Königreichen der Iberischen Halbinsel und sind in westgotischer Minuskel geschrieben; einzige Ausnahme ist der Beatus von Saint-Sever.
In der Literatur hat sich keine einheitliche Nomenklatur durchgesetzt. So werden Beatus-Handschriften nach ihrem Schreiber oder Illuminator, nach dem Auftraggeber, dem Entstehungs- oder Aufbewahrungsort benannt. Von Neuß wurde ein System von Siglen vorgeschlagen, die im Folgenden in eckigen Klammern angegeben werden.

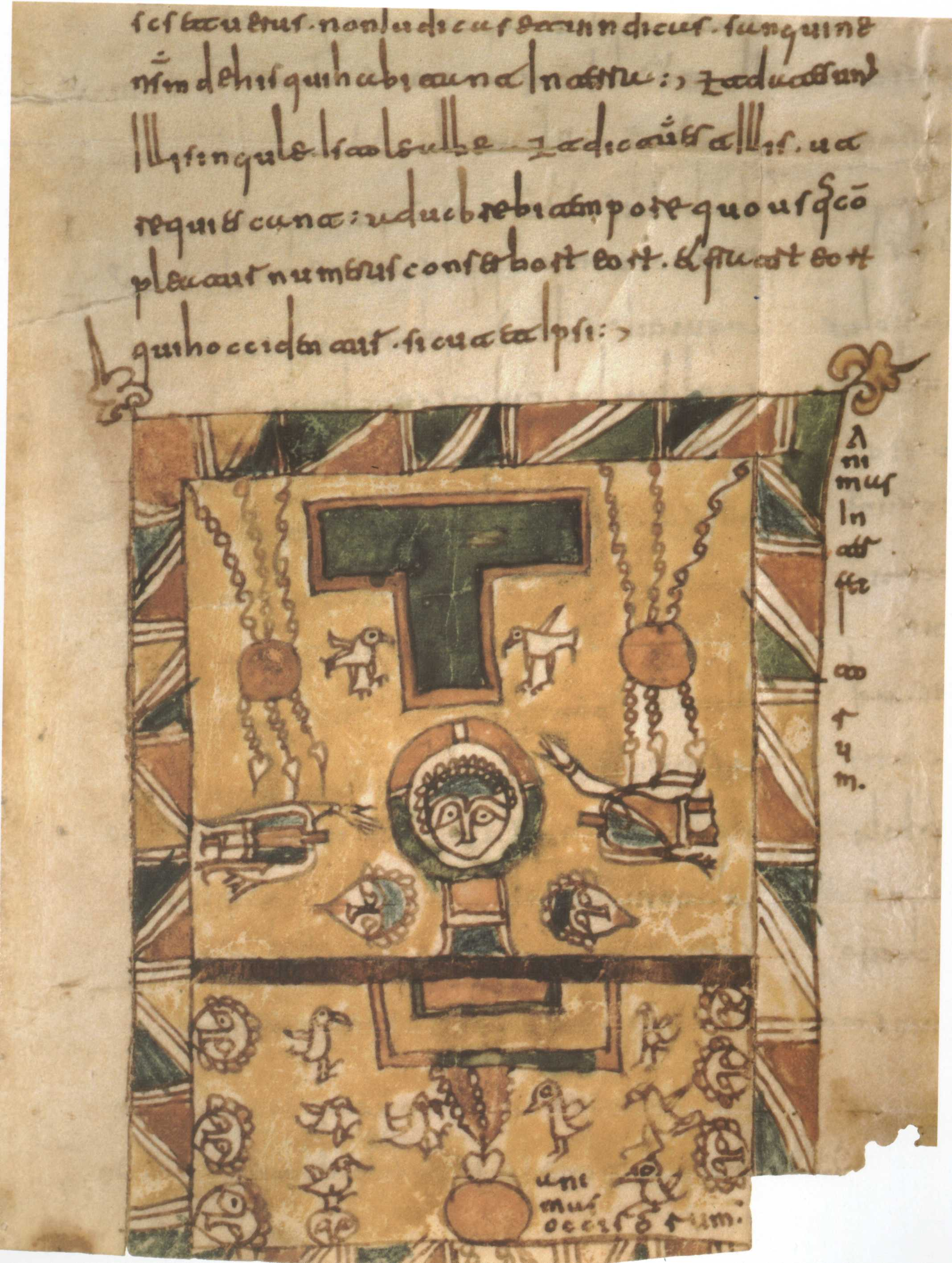
Ältestes erhaltenes Beatus-Fragment

### Einzelblatt aus Silos [Fc]
Das älteste erhaltene Fragment einer Beatus-Handschrift wird heute als Fragment 4 im Kloster Santo Domingo de Silos aufbewahrt, wohin es im 18. Jahrhundert aus Cirueña kam. Der ursprüngliche Herkunftsort ist unbekannt. Das Fragment wird auf das Ende des 9. Jahrhunderts datiert. Die kleinformatige Miniatur von bescheidener handwerklicher Qualität zeigt den Altar und die Seelen der Verstorbenen (Offb 6,9–11 ).

### Handschriften der Familie I
- Beatus von Madrid [A1] (Spanische Nationalbibliothek Vitr. 14-1), Mitte des 10. Jahrhunderts.
- Beatus von San Millán de la Cogolla [A2] (Madrid, Real Academia de la Historia, Cod. 33). Der Codex stammt aus dem letzten Viertel des 10. Jahrhunderts und blieb unvollendet. Er wurde im 12. Jahrhundert ergänzt.
- Escorial-Beatus [E] (El Escorial, Biblioteca del Monasterio San Lorenzo el Real, Cod. & II. 5). Die Handschrift entstand um das Jahr 1000 in San Millán de la Cogolla.
- Beatus von Burgo de Osma [O] (Archiv der Kathedrale von Burgo de Osma, Cod. 1). Der Codex wurde 1086 in Sahagún geschrieben.
- Beatus von Genf (Bibliothèque de Genève, Ms. lat. 357). Dieser Codex wurde im 11. Jahrhundert in Süditalien in der Region von Benevent hergestellt. Er war bis vor kurzem unbekannt und wurde erst publiziert, nachdem er 2007 durch Schenkung in die Bibliothek von Genf kam.[13]

### Morgan-Beatus [M]

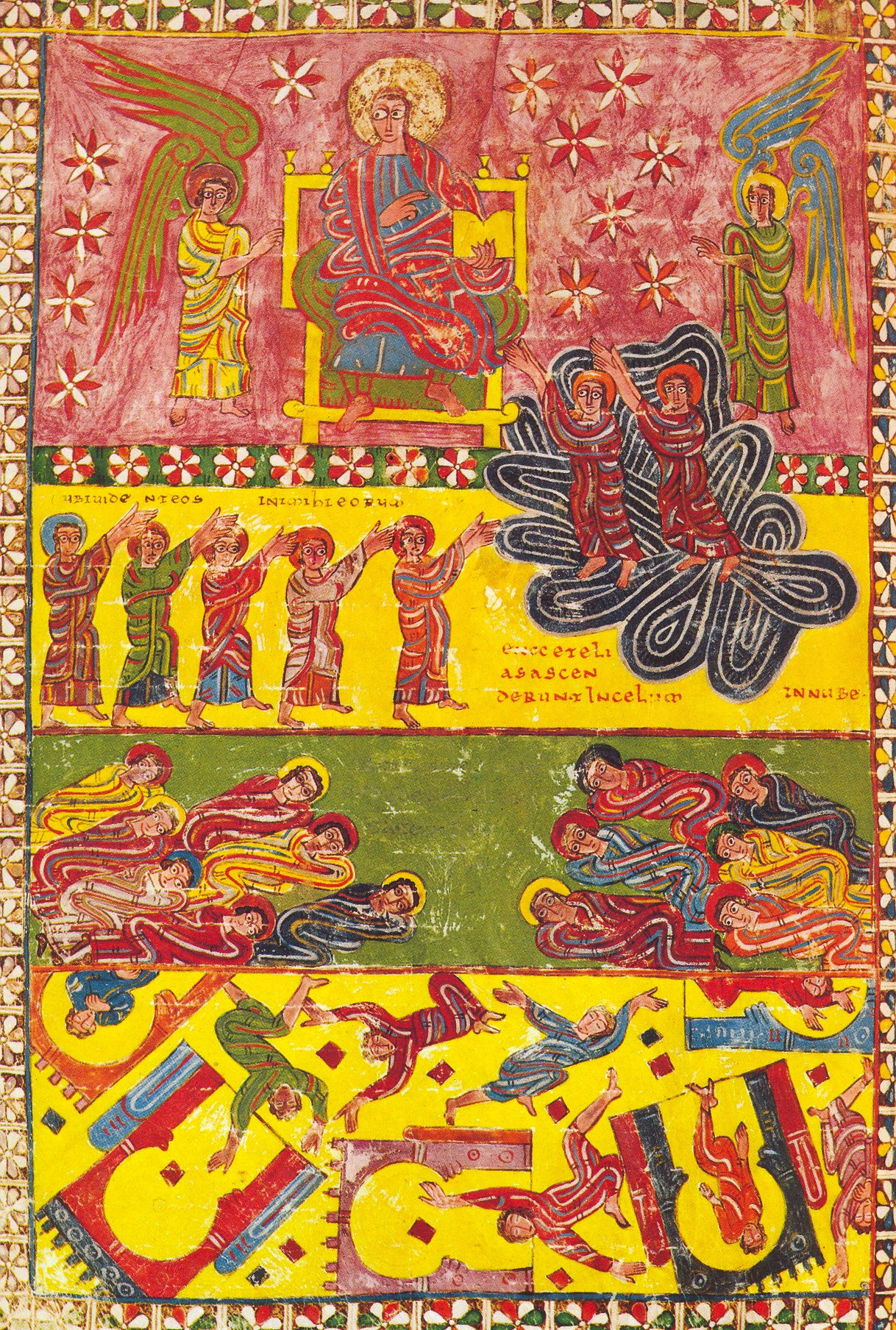
Die Auferstehung der beiden Zeugen und das Erdbeben. Morgan-Beatus f. 154v

Der Codex, MS 644 der Pierpont Morgan Library in New York, ist nach seinem Aufbewahrungsort benannt. In einem umfangreichen Kolophon auf f. 293 nennt der Schreiber seinen Namen in einem Wortspiel (Maius quippe pusillus – Maius, der Kleine), den Ort (cenobii summi Dei nuntii Micaelis arcangeli – das Kloster San Miguel de Escalada bei León), seinen Auftraggeber, den Abt Victor, und die Jahreszahl (duo gemina ter terna centiese ter dena bina = 2 × 2 + 3 × 300 + 3 × 10 × 2 = 964). Nachdem die damals in Spanien übliche Zeitrechnung von der heute verwendeten um 38 Jahre abweicht, würde das eine Entstehungszeit von 926 bedeuten. In der heutigen Forschung wird ein so frühes Datum aus stilistischen Gründen nahezu ausgeschlossen. Allgemein wird eine Entstehung um die Mitte des 10. Jahrhunderts angenommen, wobei verschiedene Interpretationen der Datumsangabe des Maius vorgeschlagen wurden.
Der Morgan-Beatus ist der älteste erhaltene Codex der Familie II (Zweig IIa). Es ist möglich, dass die Neuerungen der Familie II auf Maius selbst zurückzuführen sind.

### Beatus von Tábara [T]
Im Kolophon des Beatus von Tábara [T] (Madrid, Archivo Histórico Nacional, Cod. 1097B) erwähnt dessen Schreiber Emeterius den Tod seines Lehrers Magius im Jahr 968. Es gilt als sicher, dass dieser Magius mit Maius identisch ist.

### Beatus von Valladolid [V]
Nach seinem mutmaßlichen Entstehungsort, dem Kloster von Valcavado in der Nähe von Saldaña in der Provinz Palencia, wird dieser Codex auch „Beatus von Valcavado“ genannt. Er wird heute in der Biblioteca Santa Cruz in Valladolid aufbewahrt (MS 433) und gehört der Familie IIa an. Eine Inschrift auf f. 3v berichtet, dass die Handschrift am 8. Juni 970 begonnen und am 8. September 970 vollendet wurde. Mit der Arbeit wurde der Mönch Obeco vom Abt Sempronius betraut.

### Beatus von Girona [G]

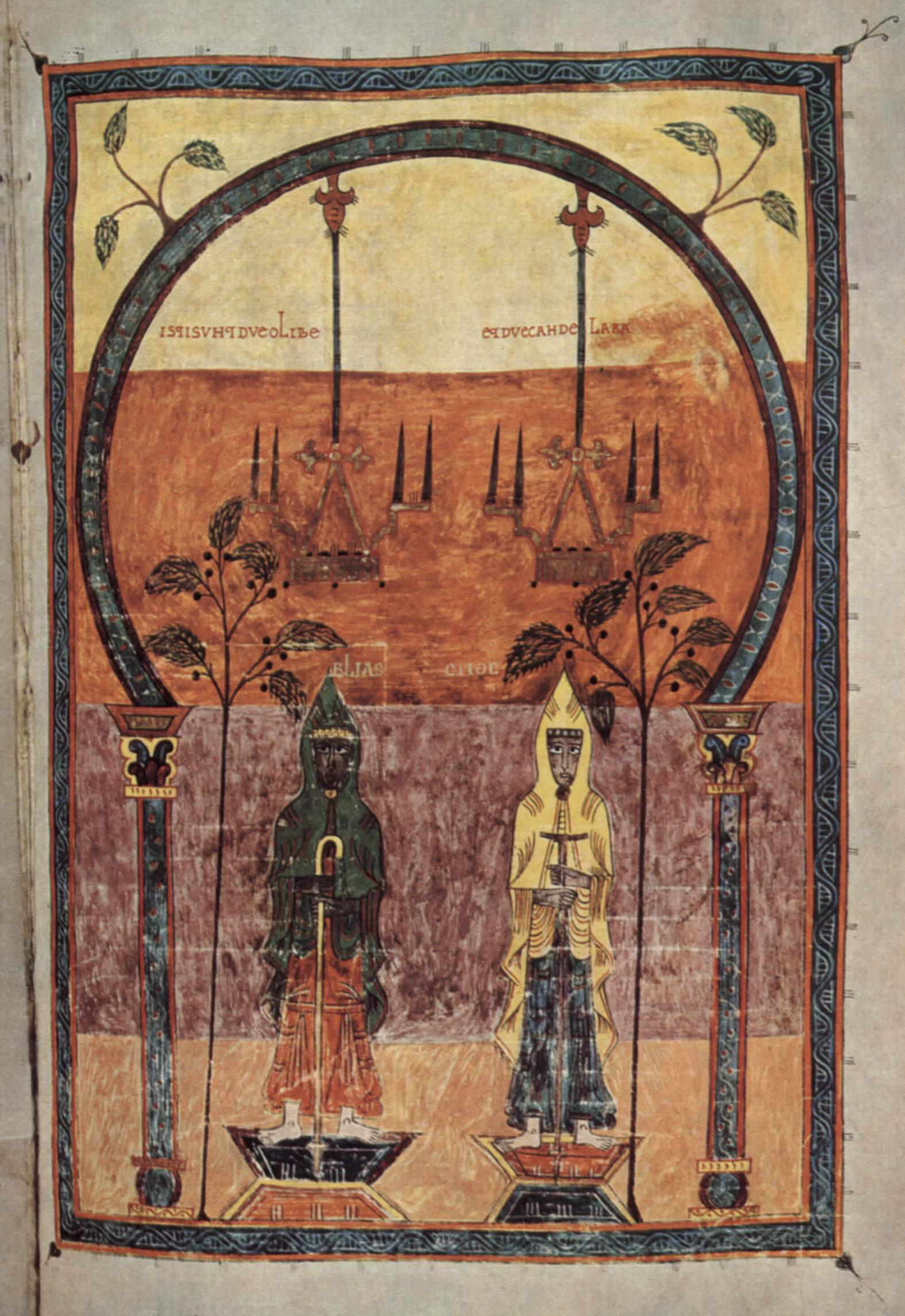
Die beiden Zeugen. Beatus von Girona (f. 164)

Dieser Beatus-Codex stammt aus der zweiten Hälfte des 10. Jahrhunderts und wird heute im Archiv der Kathedrale von Girona aufbewahrt (Archivo Capitular de Girona ms. 7 olim 41). Er gehört der Familie IIb an, weist aber eine Reihe von Besonderheiten auf.
Der Schreiber Senior wird auf f. 283v genannt (Senior presbiter scripsit). Der Kolophon auf f. 284 nennt den Auftraggeber, den Abt Dominicus (Dominicus abba liber fieri precipit) und als Illuminatoren die Nonne En und den Presbyter Emeterius (En depintrix et Dei aiutrix frater Emeterius et presbiter – En, Malerin und Gehilfin Gottes; Emeterius, Bruder und Presbyter). Gelegentlich wird der Name der Malerin auch als Ende bezeichnet, nach der – wohl falschen – Abteilung Ende pintrix. Der Kolophon nennt auch die Jahreszahl (era millesima XIII = 1013), was nach heutiger Zeitrechnung 975 entspricht.
Zu Beginn enthält die Handschrift eine Reihe von Miniaturen, die sonst in keinem Beatus (außer dem Beatus von Turin) vorkommen. Auf ff. 3v–4r befindet sich eine doppelseitige Darstellung des Himmels in sechs konzentrischen Kreisen. Auf die genealogischen Tafeln folgt ein Zyklus von sechs ganzseitigen Miniaturen zum Leben Christi, darunter Kreuzigung und Höllenfahrt.
Bemerkenswert ist auch der Zyklus der sieben Sendschreiben. Die Miniaturen sind ganzseitig und ungerahmt; die Darstellungen der sechs Kirchen (das Blatt mit der Kirche von Pergamon fehlt) sind abwechslungsreich und phantasievoll.
Die Farben wirken – im Vergleich zum kräftigen Kolorit der meisten Handschriften der Familie II – blass und gedämpft. Zahlreiche Miniaturen sind mit Gold und Silber geschmückt.
Der Beatus von Turin [Tu] (Turin, Biblioteca Nazionale Universitaria, ms. lat. 93, sgn I.II,1), entstanden um 1100, ist eine unmittelbare Kopie des Beatus von Girona.

### Beatus von Urgell [U]
Dieser Codex wird im Diözesanmuseum von La Seu d’Urgell aufbewahrt (Num. Inv. 501). Er enthält keine Hinweise auf Auftraggeber, Herstellungsort, Schreiber oder Illuminator. Er wurde vermutlich im letzten Viertel des 10. Jahrhunderts im Königreich León hergestellt und wird der Familie IIa zugerechnet. Er scheint bereits 1147 in einem Inventarverzeichnis der Kathedrale von La Seu d’Urgell auf.

### Facundus-Beatus [J]

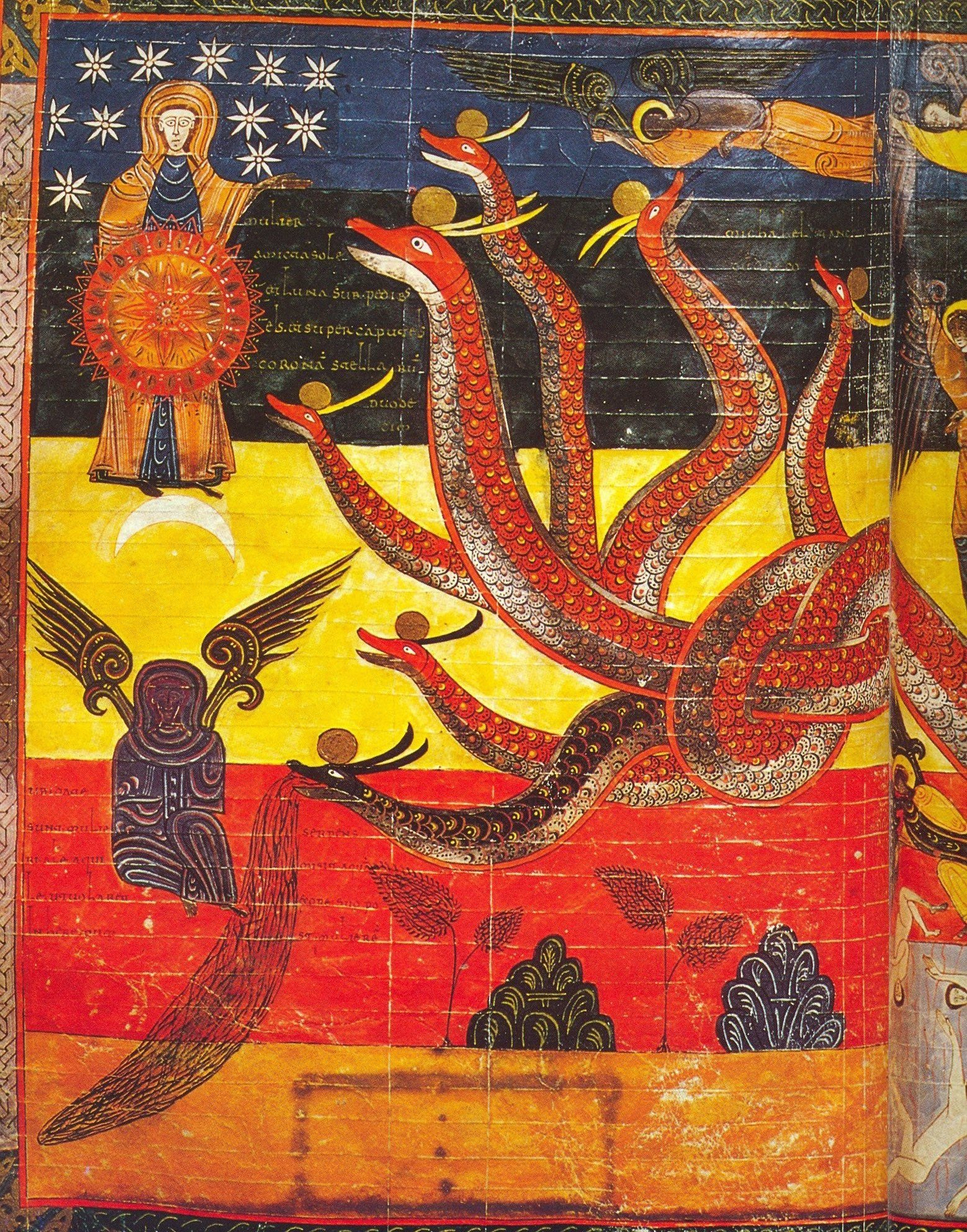
Facundus-Beatus: Die mit der Sonne bekleidete Frau und der Drache (f. 186v)

Der Facundus-Beatus ist eine der bekanntesten und prächtigsten Beatus-Handschriften. Im Buchstaben-Labyrinth am Anfang werden die Auftraggeber genannt, König Ferdinand I. und Königin Sancha, nach denen der Codex manchmal auch „Beatus des Ferdinand und der Sancha“ genannt wird. Es ist der einzige Beatus, der erwiesenermaßen nicht für ein Kloster bestimmt war. Als Herstellungsort wird ein königliches Skriptorium in León angenommen. Das Kolophon (f. 317) nennt den Schreiber Facundus (Facundus scripsit) und die Jahreszahl (bis quadragies et V post millesima, 2 × 40 + 5 + 1000 = 1085, nach unserer Zeitrechnung 1047).
Heute wird die Handschrift in der Spanischen Nationalbibliothek aufbewahrt (Vitr. 14-2). Sie wird zur Familie IIa gerechnet.
Umberto Eco veröffentlichte eine Monographie über den Codex. Er ist eine wichtige Inspirationsquelle für den Namen der Rose, in dem die Miniatur der mit der Sonne bekleideten Frau und dem Drachen eine bedeutende Rolle spielt.

### Fanlo-Beatus [FL]
Von diesem Beatus sind nur sieben Seiten in einer Kopie aus dem 17. Jahrhundert erhalten. Die Kopie wurde von Vicente Juan de Lastanosa (1607–84) mit Wasserfarben auf Papier gemalt; die Vorlage befand sich im Kloster Montearagón in der Provinz Toledo. Mit anderen Papieren aus dem Besitz von Juan Francisco Andrés de Uztarroz (1606–53), einem mit Lastanosa befreundeten aragonesischen Historiker, wurde die Kopie 1988 von der Pierpont Morgan Library erworben, wo sie heute unter der Bezeichnung M. 1079 aufbewahrt wird.
Lastanosas Kopien sind so detailgetreu, dass zahlreiche Rückschlüsse auf das Original möglich sind. Es handelte sich dabei höchstwahrscheinlich um eine direkte Kopie des Escorial-Beatus [E] aus der Mitte des 11. Jahrhunderts. Der Schreiber Sancius (Sancho) nennt sich in einem Akrostichon (Sancius notarius presbiter mementote). Das Buchstaben-Labyrinth nennt als Auftraggeber den Abt Pantio. Dieser Pantio wird mit dem aus anderen Quellen bekannten Bancio oder Banzo identifiziert, der von 1035 bis 1070 Abt des aragonesischen Klosters San Andrés de Fanlo war.

### Beatus von Saint-Sever [S]

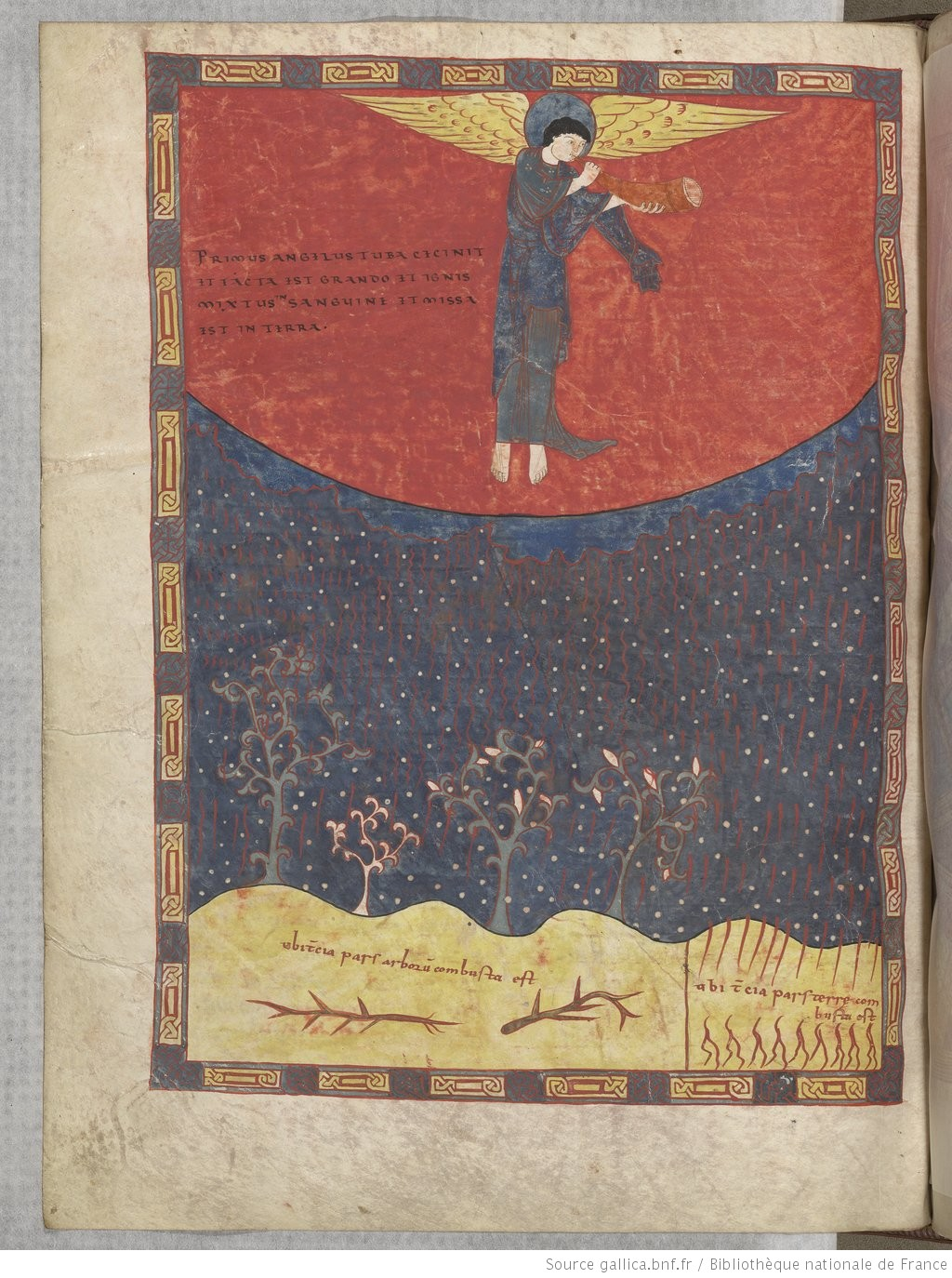
Beatus von Saint-Sever: Die erste Posaune – Hagel und Feuer mit Blut vermischt (f 137v).

Dieser Codex wurde vermutlich um 1060 für die Abtei Saint-Sever in der Gascogne geschrieben, möglicherweise wurde er dort auch hergestellt. Das Buchstaben-Labyrinth auf f. 1 nennt den Auftraggeber Gregorius abba[s] nobil[is], womit höchstwahrscheinlich Gregorius Muntaner gemeint ist, der von 1028 bis 1072 Abt von Saint-Sever war. In einer Säule in den genealogischen Tafeln (f. 6) hat sich ein Stephanus Garsia Placidus verewigt, bei dem es sich um einen der Illuminatoren handeln könnte. Die Handschrift wird in Paris in der Bibliothèque nationale aufbewahrt (MS lat. 8878).
Dieser Beatus-Codex ist in vieler Hinsicht bemerkenswert: Er ist der einzige Beatus vor 1100, der jenseits der Pyrenäen entstand und nicht in westgotischer, sondern in karolingischer Minuskel geschrieben ist. Er gehört der Familie I an, enthält aber auch Miniaturen, die sonst nur in der Familie II vorkommen. Stilistisch und inhaltlich gibt es beträchtliche Abweichungen von den spanischen Vorbildern. Die Darstellung von Menschen und Tieren ist wesentlich naturgetreuer. Er enthält etliche Miniaturen, die nicht zum Bildprogramm des Beatus gehören, z. B. die Darstellung zweier glatzköpfiger Männer, die einander an den Bärten ziehen, während eine Frau zusieht (f. 184).

### Silos-Beatus [D]
Der Silos-Beatus ist der jüngste der Beatus-Codices in traditionellem Stil und westgotischer Minuskel. Wie aus mehreren Kolophonen (f. 275v, 276, 277v) hervorgeht, wurde der Text von den Schreibern Dominicus und Munnius im April 1091 vollendet, während die Miniaturen vom Illuminator Petrus erst am 1. Juli 1109 vollendet wurden. Begonnen wurde das Werk unter Abt Fortunius von Santo Domingo de Silos; nach dessen Tod wurde es unter den Äbten Nunnus und Johannes weitergeführt.
Die Handschrift gehört der Familie IIa an. Die erste Miniatur ist eine außergewöhnliche Darstellung der Hölle, in der ein reicher Mann (dives) und ein unzüchtiges Paar von mehreren Dämonen (Atimos, Radamas, Beelzebub, Barabbas) gequält werden.
Joseph Bonaparte eignete sich die Handschrift an, als er König von Spanien war. 1840 verkaufte er sie an das British Museum, wo sie heute als Add. MS 11695 aufbewahrt wird.

## Spätere Beatus-Handschriften
Gegen Ende des elften Jahrhunderts kam es zu tiefgreifenden Änderungen im kirchlichen und kulturellen Leben der christlichen Königreiche der Iberischen Halbinsel. Die bis dato gültige westgotische Liturgie wurde durch den Römischen Ritus ersetzt, die westgotische Minuskel wurde nach dem Konzil 1090 durch die Karolingische Minuskel ersetzt. Auch Kunst und Architektur näherten sich immer mehr den in Frankreich verbreiteten romanischen Formen an.
Damit war die Blütezeit der Beatus-Handschriften im eigentümlich spanischen (oft – wohl nicht ganz korrekt – „mozarabisch“ genannten) Stil vorbei. Bis zur Mitte des 13. Jahrhunderts wurde noch eine Reihe von Beatus-Codices in karolingischer Minuskel geschrieben. Die Miniaturen bauen meist auf dem Bildprogramm früherer Beatus-Handschriften auf, weisen aber zahlreiche Stilmerkmale der romanischen Buchmalerei auf. Wichtige dieser Codices sind:
- Rylands-Beatus [R], auch Manchester-Beatus genannt (Manchester, John Rylands University Library Latin MS 8), ca. 1175,
- Cardeña-Beatus [Pc]: Die Handschrift entstand ca. 1180 und ist auf Sammlungen in Madrid (Museo Arqueológico Nacional und Colección Francisco de Zabálburu y Basabe), New York (Metropolitan Museum of Art) und Girona (Museu d’Art de Girona) verstreut.
- Der Beatus von Lorvão [L] wurde 1189 im Kloster S. Mammas in Lorvão (Portugal) geschrieben und wird heute im Arquivo Nacional da Torre do Tombo in Lissabon aufbewahrt.
- Der Arroyo-Beatus [Ar] (benannt nach der Zisterzienserinnenabtei San Andrés de Arroyo) wurde in der ersten Hälfte des 13. Jahrhunderts in der Region von Burgos hergestellt, möglicherweise im Kloster San Pedro de Cardeña. Heute befindet er sich zum Teil in Paris (Bibliothèque nationale) und New York (Bernard H. Breslauer Collection).

## Nachwirkungen

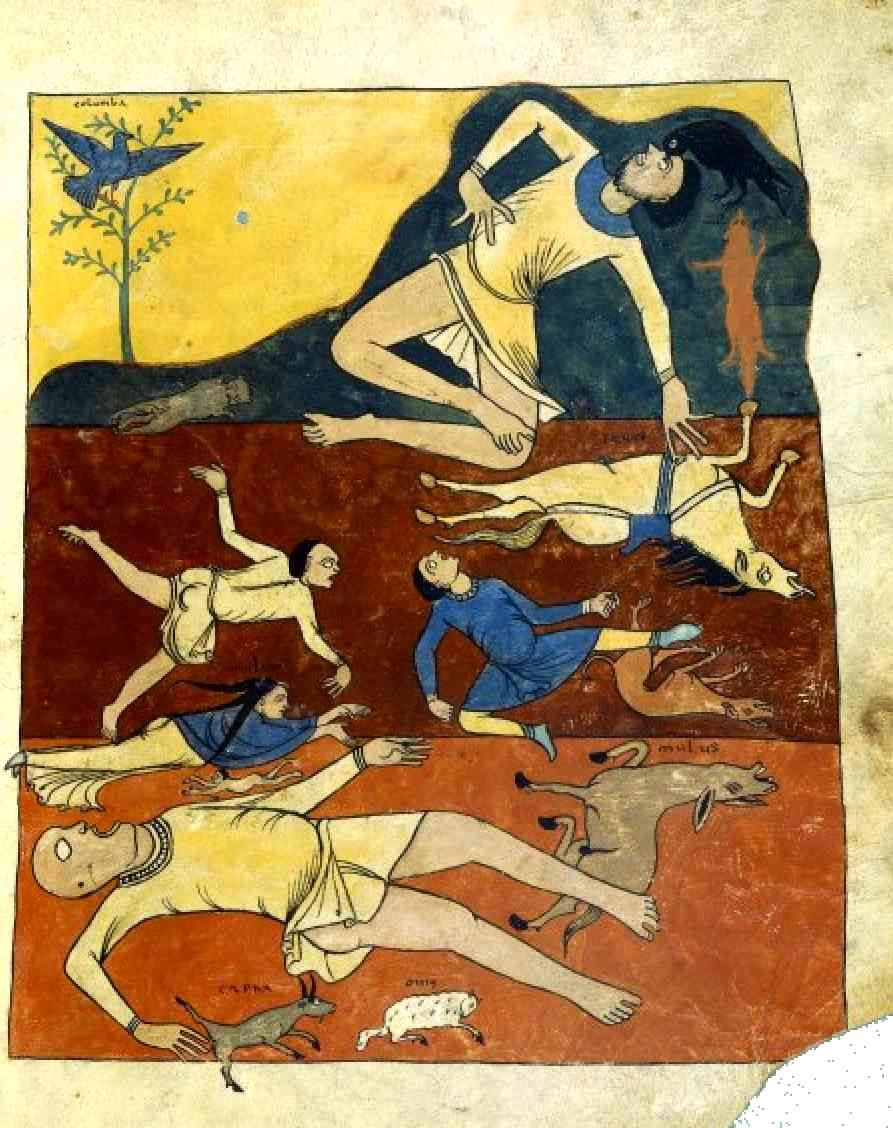
Arche Noah aus dem Beatus von Saint-Sever (f. 85)

Nach 1250 scheint die Produktion von Beatus-Handschriften ganz aufzuhören. Auch die Nachwirkungen und Einflüsse auf andere Kunstwerke waren gering. Beispielsweise lassen sich in den zahlreichen prächtigen gotischen Apokalypsen-Kommentaren, die im dritten Viertel des 13. Jahrhunderts in England hergestellt wurden, nur ganz vereinzelt – wenn überhaupt – Einflüsse der Beatus-Tradition nachweisen.
Im 16. Jahrhundert zeigten einzelne Gelehrte historisches und antiquarisches Interesse an Beatus-Handschriften, so der Humanist Ambrosio de Morales (1513–91) aus Córdoba. Beginnend mit den Arbeiten von Neuß und Montague Rhodes James wurden die Beatus-Codices im 20. Jahrhundert sorgfältig wissenschaftlich erforscht. Die Darstellung der in der Sintflut Ertrunkenen im Beatus von Saint-Sever hat Picassos berühmtes Gemälde Guernica beeinflusst. Das gegen Ende des 20. Jahrhunderts weit verbreitete Interesse an Apokalyptik führte auch zu einer großen Popularität des Beatus und zahlreichen Publikationen und Faksimile-Ausgaben.

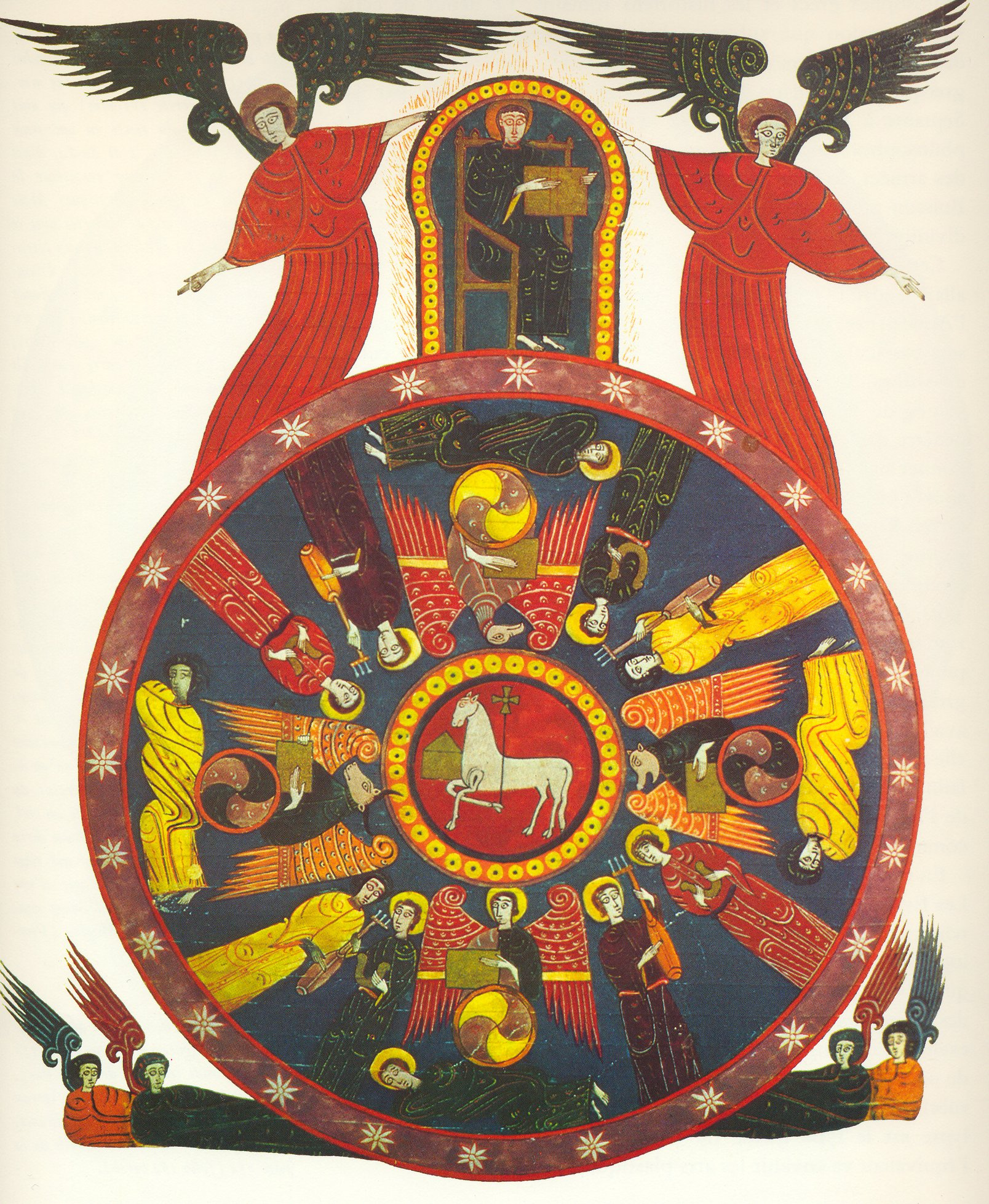
Theophanie: Vision des Lamms, der vier Wesen und der vierundzwanzig Ältesten aus dem Facundus-Beatus (f. 117v)

## Zitat
„Die Theophanie der spanischen Apokalypse begibt sich im Nirgendwo und überall. Alle Einzelerscheinungen sind vom Zentrum aus organisiert – man darf eine solche Darstellung mit Fug und recht als Ausdruck einer theozentrischen Weltanschauung ansprechen.“